# Maxime Weygand
Pour les articles homonymes, voir Weygand.
Maxime Weygand, né le 21 janvier 1867 à Bruxelles (Belgique) et mort le 28 janvier 1965 à Paris (Seine)[réf. nécessaire], est un  général français, grand-croix de la Légion d'honneur, médaillé militaire et membre de l'Académie française. Il joue un rôle important lors des deux guerres mondiales.
Bras droit du maréchal Foch au début de la Première Guerre mondiale, il est notamment chargé, le 11 novembre 1918, de lire les conditions de l'Armistice dans la clairière de Rethondes à la délégation allemande.
Nommé le 17 mai 1940, par le président du Conseil Paul Reynaud, commandant en chef de l'armée française en remplacement du général Gamelin, il ne peut pas empêcher la défaite lors de la bataille de France. Il est alors le premier à se déclarer partisan d'un armistice (comme lors de la Première Guerre mondiale) avec l'Allemagne alors que le président du Conseil et d'autres membres du gouvernement sont partisans d'abandonner le territoire métropolitain et de poursuivre la lutte depuis l'Afrique du Nord avec les Britanniques.
Le 17 juin 1940, il devient ministre de la Guerre du gouvernement Pétain, prépare l'armistice, signé le 22 juin, puis participe durant deux mois au gouvernement de Vichy, avant d'être nommé, le 4 septembre 1940, délégué général pour l'Afrique du Nord. Il réorganise l'armée d'Afrique en vue de la reprise des combats. Rappelé et relevé par Pétain de son commandement en novembre 1941 sous la pression allemande, il est assigné à résidence dans une villa en Provence.
Arrêté par la Gestapo la veille de l'invasion de la zone libre par les Allemands le 11 novembre 1942, il est incarcéré en Allemagne et interné jusqu'à la fin de la guerre. Arrêté à son retour d'Allemagne, accusé de haute trahison et emprisonné par le Gouvernement provisoire de la République française dirigé par le général de Gaulle, il bénéficie d'un non-lieu en 1948. Il se fait le défenseur de la mémoire du maréchal Pétain et soutient les partisans de l'Algérie française pendant la guerre d'Algérie.

## Mystère de sa naissance

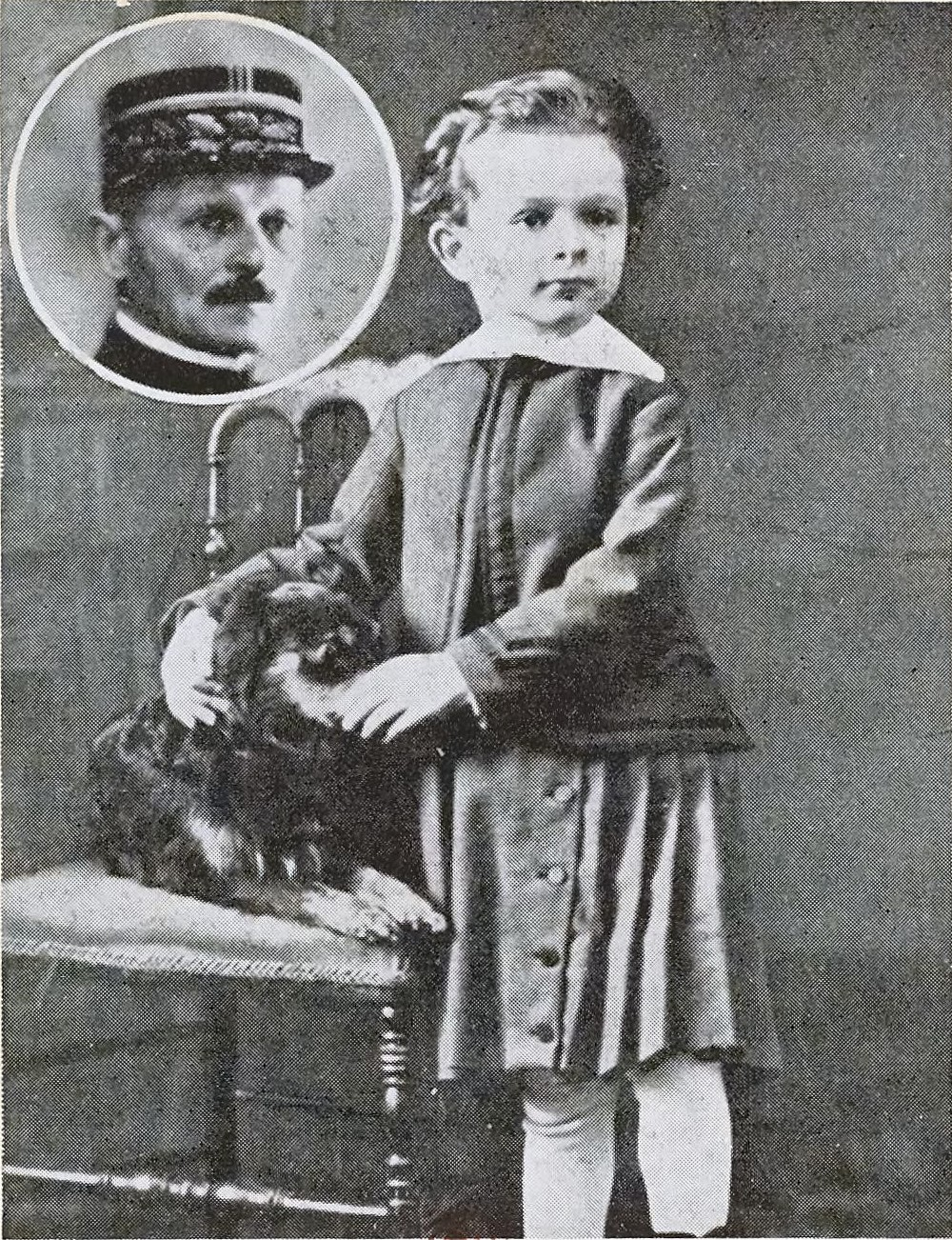
Maxime Weygand enfant (adulte en médaillon).

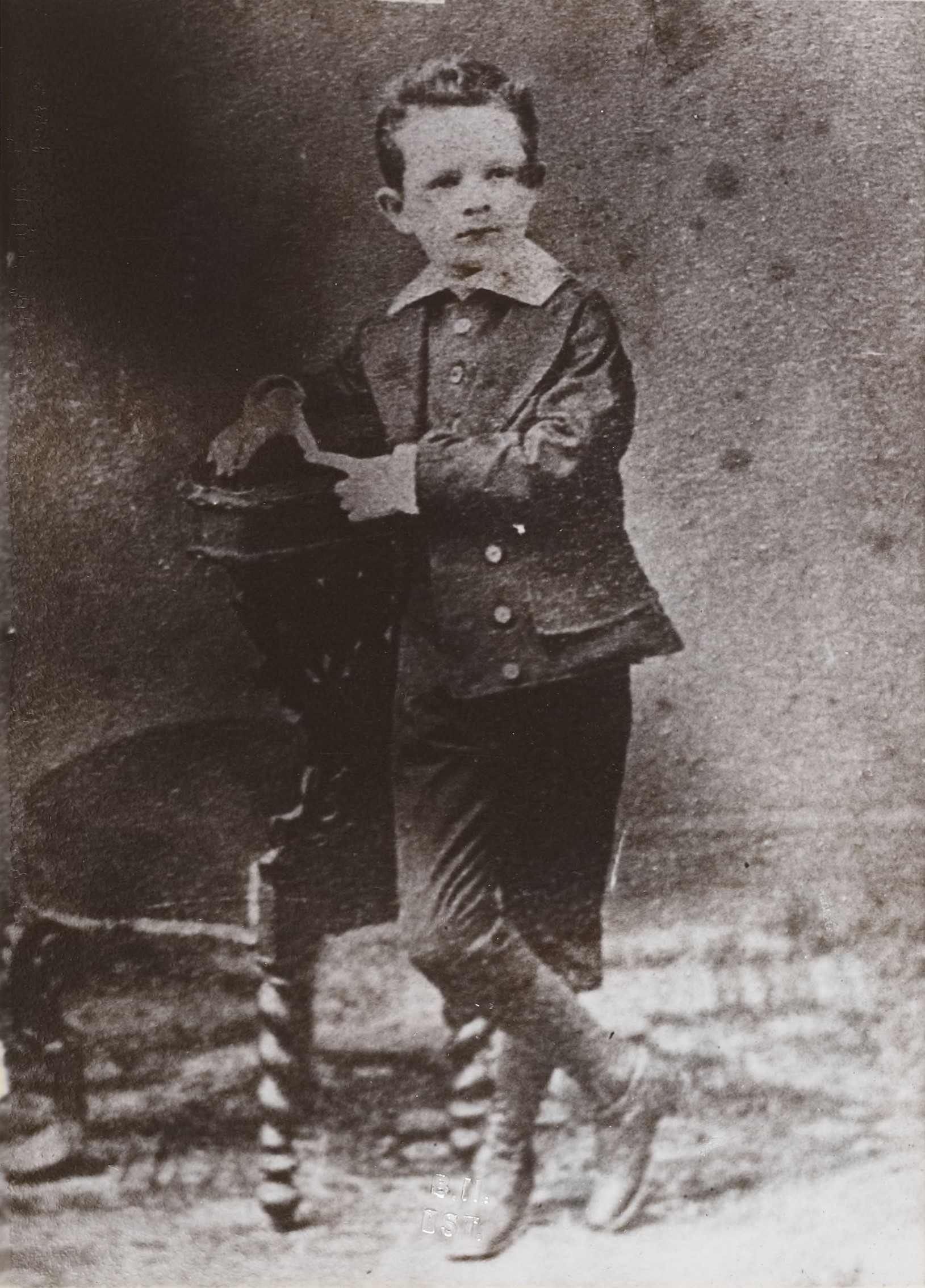
Maxime Weygand enfant.

Weygand est né le 21 janvier 1867 à Bruxelles, de parents inconnus. C'est le médecin accoucheur, le docteur Laussedat, qui, deux jours plus tard, déclara à l'état civil la naissance de l'enfant, répondant au prénom de Maxime.
Selon certaines sources et rumeurs diverses, nées après la Grande Guerre, il serait le fils illégitime de l'impératrice Charlotte du Mexique, fille du roi des Belges Léopold Ier, et du colonel (et futur général) Alfred van der Smissen (1823-1895), commandant du corps d'armée belge qui avait accompagné les troupes françaises du maréchal Bazaine lors de l'expédition au Mexique sous le Second Empire. Cette thèse est étudiée parmi d'autres par Dominique Paoli. Pour conforter cette hypothétique filiation, d'aucuns font remarquer la ressemblance entre Van der Smissen et Weygand adulte, comme cela apparaît lorsque l'on confronte leurs deux photographies, ainsi qu'elles furent présentées dans une émission de télévision d'Alain Decaux. C'est aussi l'opinion du journaliste spécialisé en histoire André Castelot à qui le roi des Belges Léopold III a déclaré « Weygand est le fils de Van der Smissen ». Cependant l'impératrice Charlotte n'est revenue en Belgique qu'en juillet 1867, soit bien après la déclaration de naissance de Maxime en janvier 1867, ce qui rend cette hypothèse d'une maternité de l'impératrice Charlotte quasi impossible.
Le général de Gaulle, quant à lui, ne se privait pas de relier la naissance de Weygand à l'expédition du Mexique. Ainsi, en 1964, lors d'un conseil des ministres où était préparée la visite officielle de Charles de Gaulle au Mexique, le ministre des Armées Pierre Messmer annonça que la France allait restituer les fanions de l'armée mexicaine pris lors de l' Expédition du Mexique sous Napoléon III, et déclara que cette guerre n'avait rien rapporté à la France. Le général l'interrompit et lui dit : « Si, cette guerre nous a rapporté Weygand ! ». Ceci montre que le général de Gaulle avait entendu les rumeurs sur la naissance de Weygand, mais non que ces rumeurs étaient prouvées.
Selon une autre thèse, celle de Charles Fouvez, qui a publié en 1967 Le Mystère Weygand, il serait le fils illégitime du roi des Belges Léopold II. Bien qu'aucune preuve formelle ne soit apportée, il existerait un faisceau d'indices formant, d'après cet auteur, des quasi-preuves. Dans le périodique Histoire pour tous no 100 d'août 1968, l'auteur confirme sa conviction sur la base du courrier reçu par lui après la publication de son livre. De plus, d'après Fouvez, la mère de Weygand serait la comtesse Kosakowska, épouse d'un aristocrate russe d'origine lituanienne.
Selon Bernard Destremau, auteur d'une biographie de Weygand en 1989, trois hypothèses seraient principalement à retenir :
- La plus probante pour l'auteur s'appuie sur la confidence, déjà faite à André Castelot, par le roi des Belges Léopold III, suivant laquelle Maxime Weygand serait bien le fils du colonel van der Smissen et de Charlotte de Belgique, impératrice du Mexique. Cette possibilité est rendue plausible par la ressemblance entre Weygand et van der Smissen[9] et a été soutenue par Dominique Paoli dans son livre Maxime ou le secret Weygand[10]. Depuis lors, Dominique Paoli a reconnu que cette thèse était erronée[11]. Pour mieux approcher le problème, il faut savoir que le colonel van der Smissen commandait le corps militaire belge au Mexique. Cette unité avait été jointe aux forces françaises envoyées par l'empereur des Français Napoléon III. Celui-ci voulait profiter de l'installation d'un nouveau régime au Mexique pour y étendre l'influence française en soutenant le nouvel empereur du Mexique, l'Autrichien Maximilien. L'épouse de celui-ci étant la fille de Léopold Ier , roi des Belges, ce dernier joignit des forces belges à l'expédition française, peut-être dans le cadre d'ambitions coloniales qu'il avait déjà tenté d'orienter vers la Colombie. Après avoir exercé un commandement dans plusieurs batailles, dont la victoire de Loma, van der Smissen devint l'aide de camp de l'impératrice Charlotte. Cette thèse ne peut cependant pas être soutenue si l'on sait que l'enfant est né à Bruxelles plus de six mois avant le retour de l'impératrice Charlotte en Belgique ;
- une autre hypothèse, évoquée par Dominique Paoli, maintient la paternité de van der Smissen, mais pense que la mère serait peut-être Mélanie Zichy-Metternich (1832-1919), fille du prince de Metternich[12] ;
- une autre rumeur impliquerait toujours l'impératrice Charlotte, mais cette fois-ci avec un médecin mexicain d'origine indienne, ce qui pourrait être illustré par un certain type physique aux yeux légèrement bridés qui s'accentua avec l'âge chez Weygand. Mais van der Smissen présentait également cette caractéristique.

L'amiral Philippe de Gaulle reprend l'hypothèse de son père Charles de Gaulle qui présume que Weygand est le fils de l'empereur du Mexique Maximilien et d'une Mexicaine, recueilli au premier âge par Léopold II de Belgique puis confié au docteur Weygand. Thèse erronée puisqu'il n'existe pas de docteur Weygand.

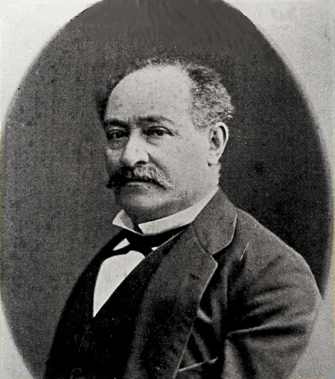
David de Léon Cohen en 1879.

Enfin, la thèse de l'historien Albert Duchesne fort bien étayée en fait et en droit - et la moins romanesque puisqu'elle n'implique aucune ascendance royale ou princière - fait de Maxime Weygand le fils de David de Léon Cohen, important négociant juif résidant à Marseille, et de sa maîtresse Thérèse Denimal. Le père de Maxime était déjà marié lors de la conception de Maxime et avait eu une fille de sa première épouse. Maxime n'aurait donc pas pu être reconnu ou légitimé par ses parents lors de leur mariage en 1885 car la législation française de l'époque ne permettait la révélation légale d'une filiation adultérine que dans des cas extrêmement limités. La législation belge, car Maxime avait alors la nationalité belge, était encore plus stricte sur ce point. Notons aussi que la loi française du 15 décembre 1904, loi bien postérieure au mariage de ses parents, supprima le concept d'interdiction de mariage entre les personnes ayant pratiqué l'adultère. La révélation de la naissance de l'enfant adultérin qu'était Maxime, même bien après le mariage de David de Léon Cohen et de Thérèse Denimal, aurait pu avoir pour effet d'invalider juridiquement leur union. Des considérations d'ordre juridique empêchaient ainsi Maxime de bénéficier d'une reconnaissance légale par ses parents biologiques. Par ailleurs, un certain antisémitisme latent à l'époque aurait pu aussi entraver la carrière du brillant jeune militaire qu'était Maxime s'il apparaissait que son père était Juif. L'affaire Dreyfus illustra tristement quelques années plus tard cet état d'esprit qui pouvait avoir de lourdes conséquences pour le jeune officier. Enfin, pour ne pas gêner son avancement dans sa carrière militaire, et afin qu'il puisse prendre son avancement dans un régiment français dès sa sortie de Saumur, la naturalisation du jeune Maxime ne suffisait pas. C'est pourquoi lorsque François Joseph Weygand, comptable, employé de la firme Cohen à Marseille, reconnut le 18 octobre 1888 Maxime pour son fils naturel, ce dernier fut alors considéré comme Français de naissance.
Maxime est confié peu après sa naissance à une nourrice, Mme Saget, qui l'élève jusqu'à l'âge de six ans à Marseille, 45 rue Cherchell, dans une maison qui appartient à David de Léon Cohen et qui jouxte l'immeuble où il a son domicile et ses bureaux. Maxime devient le pupille de David de Léon Cohen qui payera sa pension et les frais de l'école de Saint-Cyr (et non la légation belge à Paris ou le roi Léopold II par un quelconque intermédiaire). Cependant, les Mémoires de Maxime Weygand restent totalement silencieux sur ses tuteurs, alors qu'il rend longuement hommage à sa gouvernante et à l’aumônier de son lycée, qui lui ont insufflé sa foi catholique.
Une certaine Hortense Denimal, épouse de Félix Vandievoet, est citée à plusieurs reprises dans le livre de Dominique Paoli, Maxime ou le secret Weygand (Bruxelles, 2003). Cette Hortense Denimal était la fille de Constant Joseph Denimal, qui fut durant plusieurs années jardinier et horticulteur à Bruxelles, Saint-Josse-ten-Noode et à Schaerbeek, au moins de 1816 à 1843,  et de Marie Barbe Joséphine Dumont. Or Hortense Denimal avait, à un certain moment, recueilli chez elle un enfant du nom de Maxime dit de Nimal, qui n'était autre que le futur général Weygand. Elle était en effet la sœur de Thérèse Denimal, ayant vécu à Bruxelles, et née à Saint-Josse-ten-Noode en 1837, qui était la compagne puis l'épouse de David de Léon Cohen, tuteur légal de Maxime de Nimal futur général Weygand. Que le petit Maxime ait été confié quelque temps à Hortense Denimal, qui vivait plus que modestement dans des logements successifs très médiocres de la région de Bruxelles, affaiblit certes l'idée d'une naissance de haute extraction de l'enfant.

## Débuts militaires

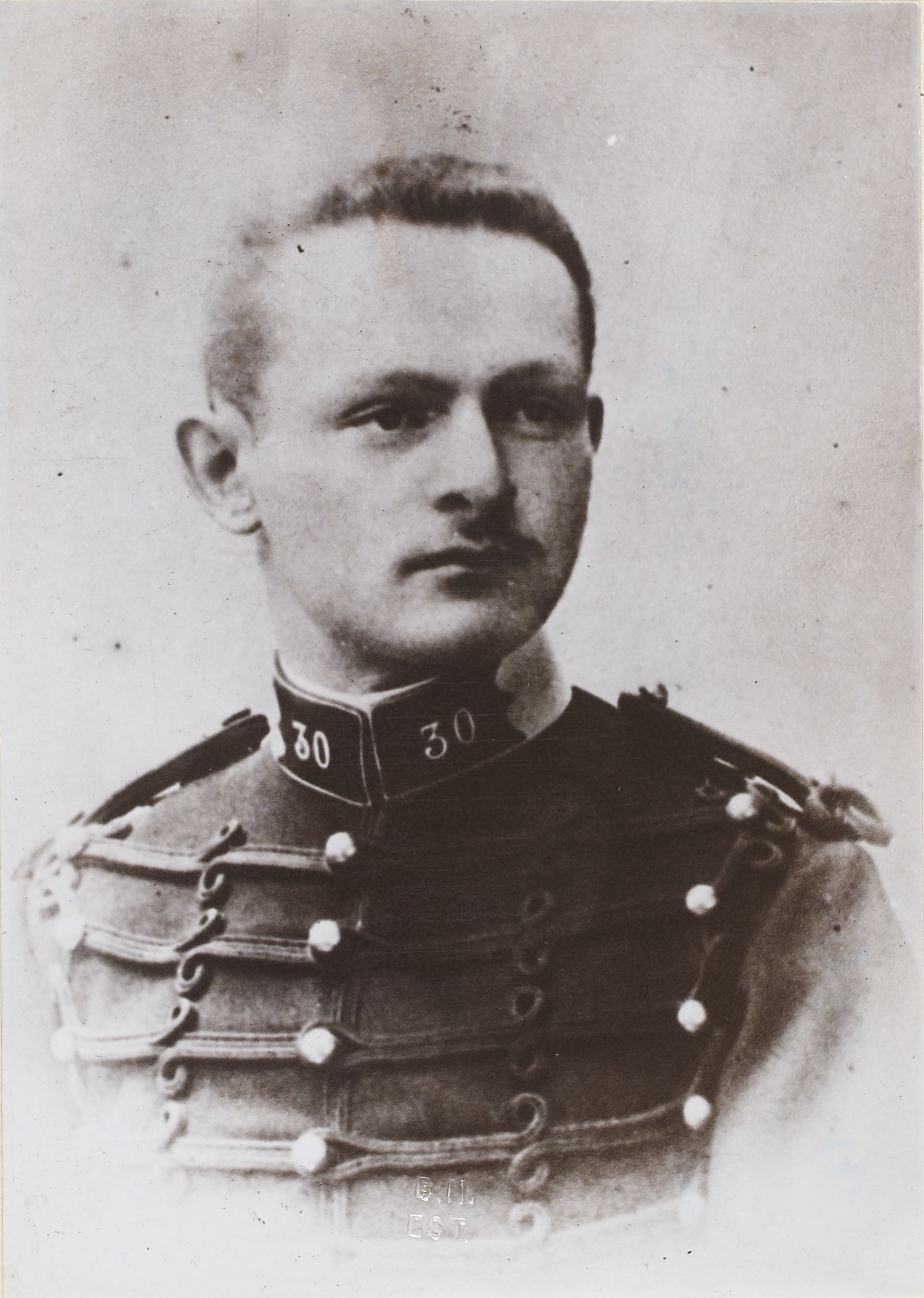
Le jeune officier Maxime Weygand, en uniforme du de dragons, entre 1891 et 1893.

Après des études effectuées au collège des Frères de Marie en 1874 - 1875, au lycée Michelet à Vanves, au lycée Thiers à Marseille, au lycée Louis-le-Grand puis au lycée Henri-IV à Paris, c'est sous le nom de Maxime de Nimal qu'il est reçu en 1885 à l’École militaire de Saint-Cyr comme élève à titre étranger (Belge). Il fait partie de la promotion de l'Annam (1885-1887). il est classé vingtième de sa promotion lorsque sa formation s'achève en 1887. Il choisit la cavalerie et intègre, toujours à titre étranger, l'École de cavalerie de Saumur. Il la quitte le 31 août 1888, no 9 sur 78 élèves. Il est affecté avec le grade de sous-lieutenant au 4e régiment de dragons, à Chambéry, en Savoie, sous les ordres du capitaine Alain Pierre Touzet du Vigier.
Peu de temps après, le 18 octobre 1888, Maxime de Nimal est reconnu comme son fils naturel par François-Joseph Weygand (1846-1915), issu d'une vieille famille alsacienne de Rhinau, employé comptable chez David de Léon Cohen. Cet acte de reconnaissance dote le jeune homme du nom de Weygand et lui permet, selon son vœu, d'acquérir presque aussitôt la nationalité française (le décret de naturalisation intervient en effet le 3 décembre qui suit). Maxime n'aura cependant jamais, par la suite, de relations personnelles avec ce père purement formel.
Sa carrière militaire va se poursuivre dès lors à Chambéry, Saint-Étienne, Lunéville, Saumur, Niort et Nancy.
Lieutenant en 1891, il est nommé capitaine en septembre 1896. Il choisit à cette époque de ne pas préparer l’École de guerre, en invoquant sa volonté de rester au contact de ses hommes.
Au moment de l’affaire Dreyfus, il se signale comme antidreyfusard en participant, en 1898, à la souscription nationale ouverte par le journal antisémite, La Libre Parole, d'Édouard Drumont, au profit de la veuve de l'auteur du faux document, le colonel Henry, qui s'était suicidé lorsque fut révélée sa falsification du bordereau accusant Dreyfus. Cette entreprise vaut d'ailleurs à Weygand l'unique sanction qu'il ait jamais subie : quatre jours d'arrêt simple, infligés sur l'ordre du ministre de la Guerre, Charles de Freycinet, « pour avoir pris part à une souscription pouvant prendre un caractère politique ».
Deux années plus tard, le 12 novembre 1900, alors qu'il est capitaine au 9e régiment de dragons à Vitry-le-François, il épouse à Noyon, dans l'Oise, Marie-Renée-Joséphine de Forsanz (1876-1961), qui n'est autre que la fille du colonel commandant ce régiment, Raoul de Forsanz (1845-1914). Le couple aura deux fils : Édouard Weygand (1901-1987), qui deviendra plus tard industriel, père de six enfants, puis Jacques (1905-1970), qui, suivant l'exemple de son père, se destinera tout d'abord à la carrière des armes.
De 1902 à 1907 et de 1910 à 1912, périodes pendant lesquelles il est promu chef d'escadron (mai 1907) puis lieutenant-colonel (mai 1912), Maxime Weygand est instructeur à l'École de cavalerie de Saumur. En 1913, il est fait chevalier de la Légion d'honneur et entre au Centre des hautes études militaires, où le général Joffre le remarque.

## Première Guerre mondiale

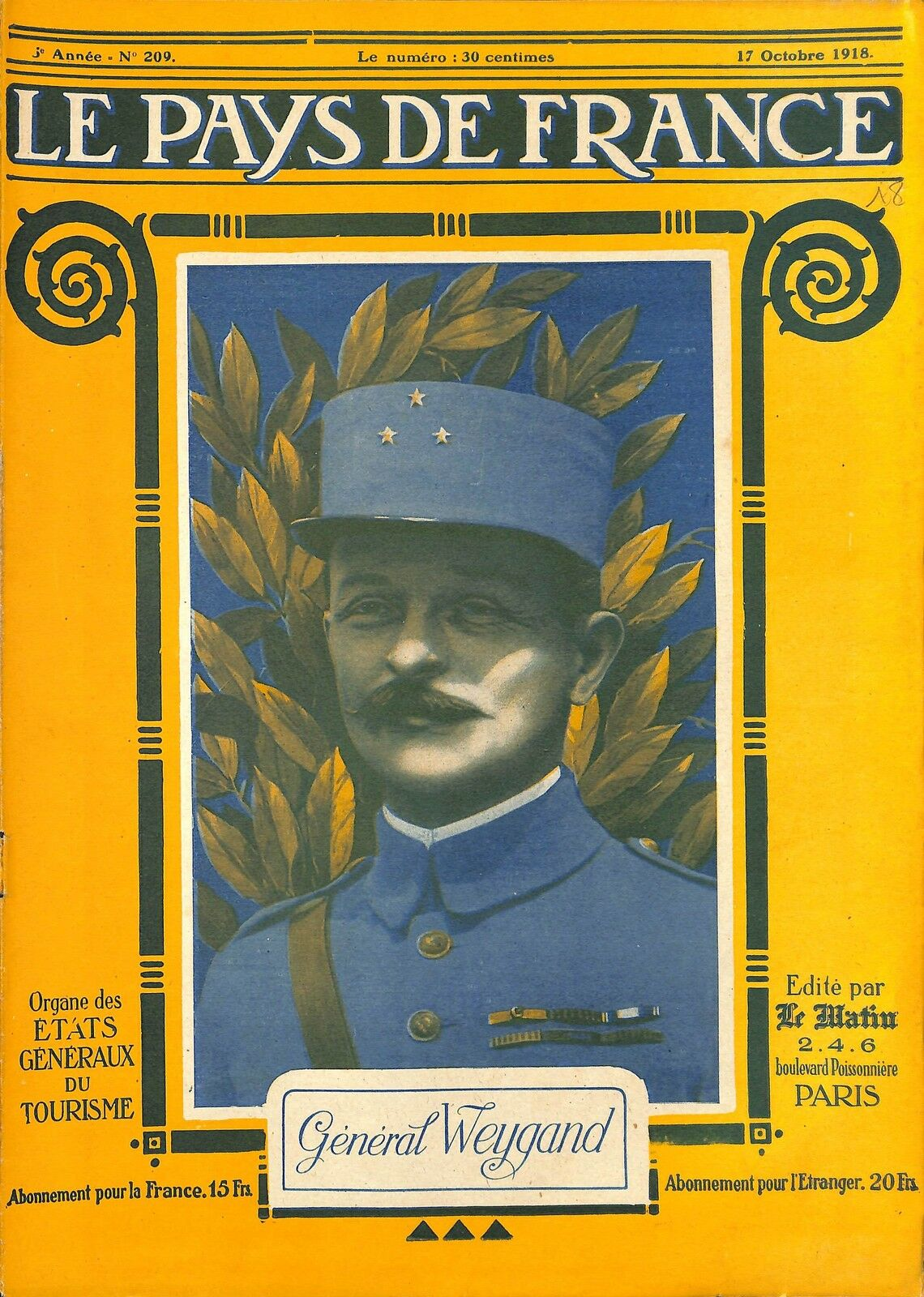
Le général Weygand
(Le Pays de France, 17 octobre 1918 guerre mondiale).

Au début de la Première Guerre mondiale, Weygand est lieutenant-colonel et commandant en second du 5e régiment de hussards, à Nancy, avec lequel il participe à la défaite de Morhange. Cependant, à la suite de la rapide réorganisation du commandement français voulue par le général Joffre pour éviter une probable débâcle, il est promu colonel le 21 septembre 1914 et nommé aussitôt chef d'état-major à la IXe armée. Promu général de brigade le 8 août 1916, il remplit les mêmes fonctions au groupe des armées du Nord puis au groupement du général Foch et est enfin adjoint au major général de l'armée. Weygand doit malgré tout se résoudre à suivre Foch dans sa disgrâce provisoire pendant les premiers mois de 1917 : il l'accompagne notamment lors d'une mission confidentielle à Berne traitant de l'éventualité d'une violation du territoire helvétique par l'armée allemande.
Durant la guerre, il a l'occasion de se rendre en Belgique comme membre d'une délégation militaire française pour y rencontrer le roi des Belges Albert Ier et sa famille, à La Panne où siège l'état-major belge durant toute la guerre.
À cette occasion, on cite une phrase du roi Albert apprenant qu'il allait rencontrer Weygand dans un repas organisé par la reine : « Ah, alors nous serons en famille ». Mais, quant à l'origine de Weygand, rien n'a résulté de cette rencontre ni d'autres entrevues avec la famille royale belge. Du moins, Weygand n'a pas retiré d'information de ces rencontres qui furent, semble-t-il, exclusivement militaires si l'on s'en remet à ses mémoires.

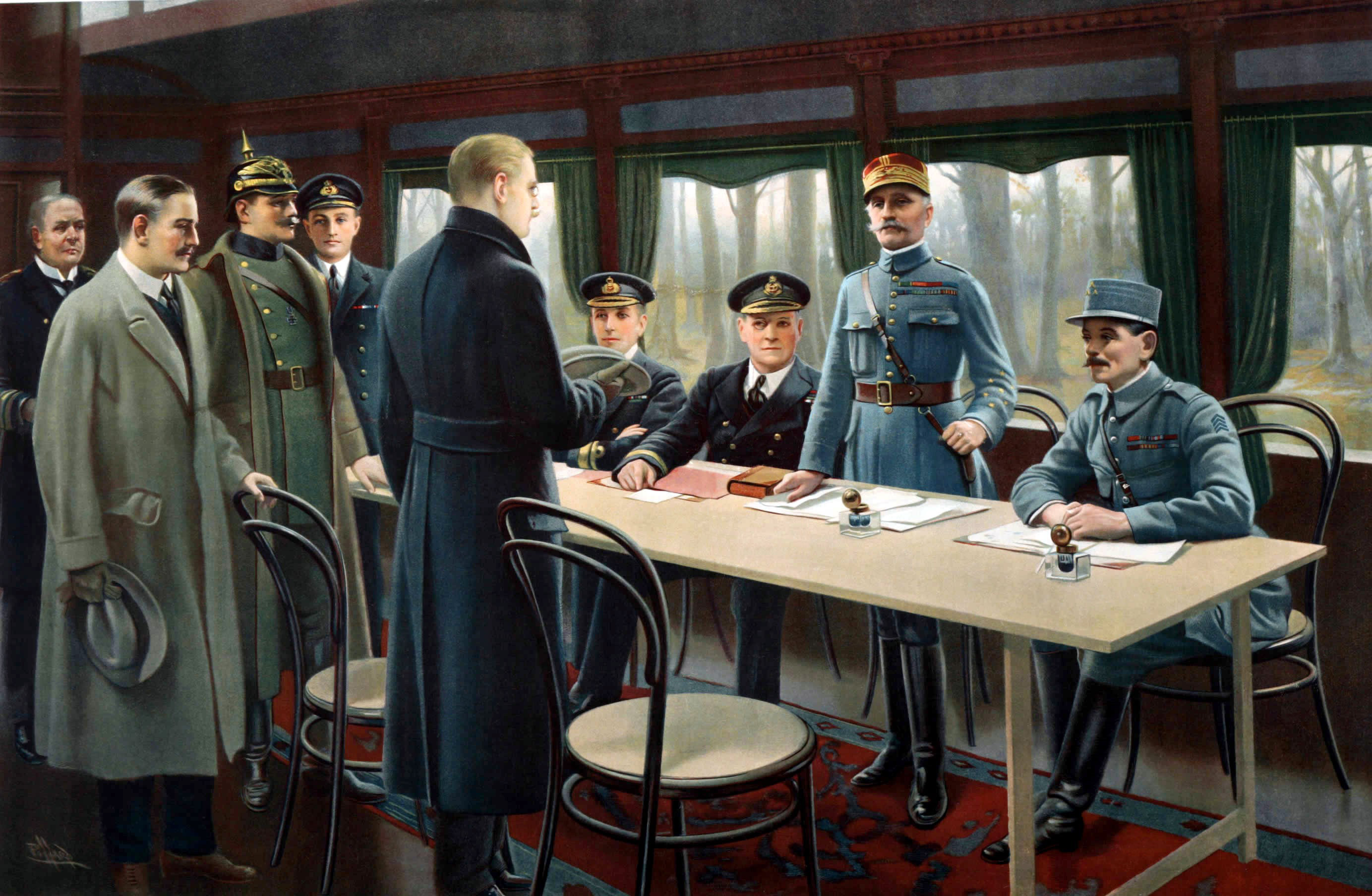
Tableau représentant la signature de l’armistice de 1918 dans le wagon-salon du Maréchal Foch. Weygand est assis derrière la table à droite.
Debout, à sa droite se tient le maréchal Foch puis les amiraux britanniques Wemyss et Hope et debout le capitaine de la Royal Navy Marriot. Devant, le ministre d'État allemand Matthias Erzberger, à sa gauche, avec le casque, le général major von Winterfeldt de l’armée impériale, le comte Alfred von Oberndorff des Affaires étrangères et le capitaine de vaisseau Ernst Vanselow de la Marine impériale

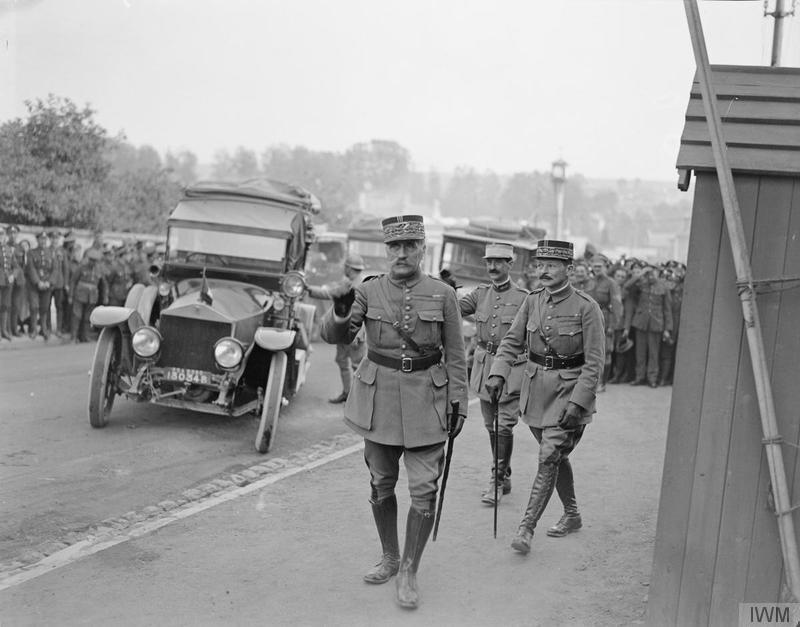
Arrivée du maréchal Ferdinand Foch et du général Maxime Weygand au QG de la IVe armée britannique à Flixecourt pour rencontrer George V, 12 août 1918.

En mai 1917, après l'échec du général Nivelle, Pétain, nouveau commandant en chef, rappelle Foch en tant que chef d'État-Major général. Weygand devient l'un des sous-chefs d'État-Major et est promu général de division (à titre temporaire). Avec Foch, il prend part à la conférence de Rapallo (it), les 6 et 7 novembre 1917, tenue pour soutenir le front italien après la défaite de Caporetto, au cours de laquelle les Alliés décident de créer un Conseil supérieur de guerre interallié. 
À la suite de la réunion tenue à Doullens le 26 mars 1918, lorsque le commandement en chef des armées alliées, avec le titre de généralissime, est confié à Foch, son collaborateur direct est nommé au poste essentiel de major général des armées alliées. Les 8, 9 et 10 novembre 1918, Weygand seconde Foch aux négociations d'armistice et donne lecture aux Allemands des conditions de celui-ci, dans la clairière de Rethondes, dans ce qui deviendra le wagon de l'Armistice.
Weygand est ainsi un rare exemple dans l'histoire de l'armée française de l'ascension aux plus hauts degrés de la hiérarchie d'un officier n'ayant pas commandé de troupes, ce qui sera souligné par le général de Gaulle dans ses Mémoires de guerre («Weygand était (…) par nature un brillant second. (…). Il n’avait exercé au cours de sa carrière aucun commandement. »),.

## Entre les deux guerres

### Pologne

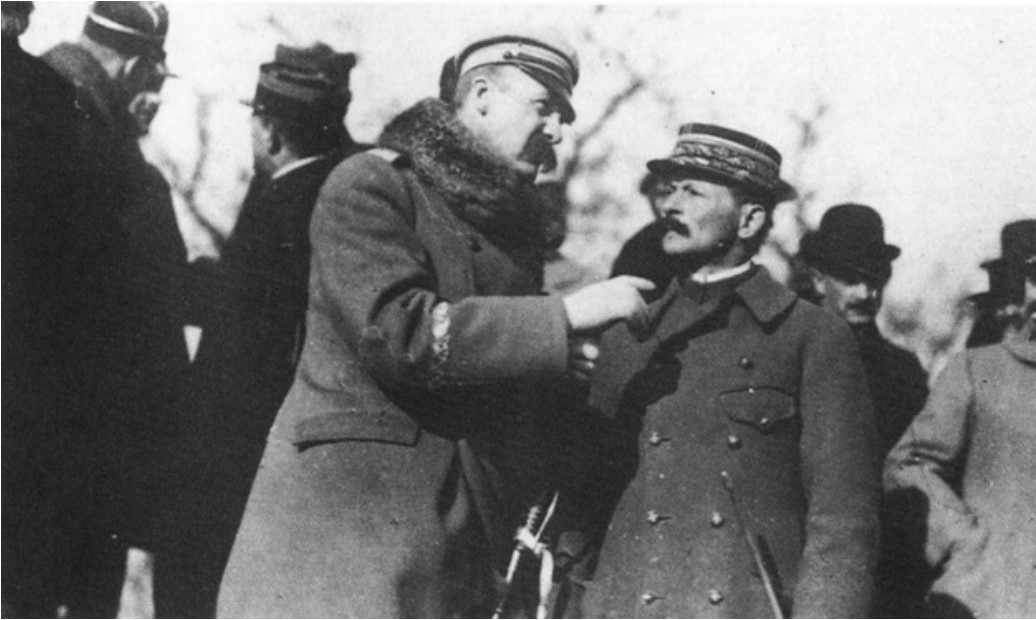
Maxime Weygand en compagnie de Józef Piłsudski, chef de l'État polonais, durant la guerre soviéto-polonaise, 1920.

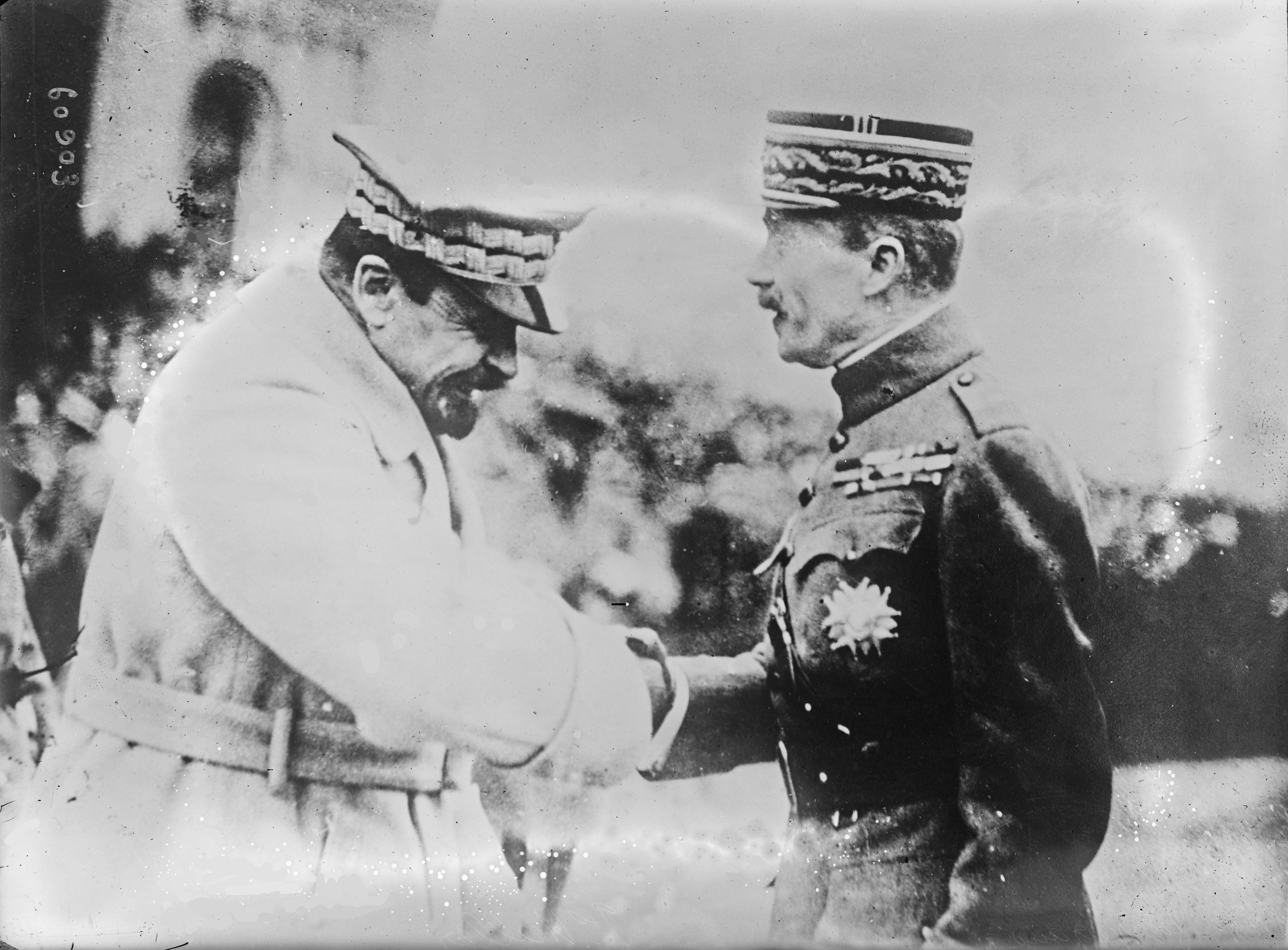
Le général polonais Józef Haller décore le général Weygand, 1920.

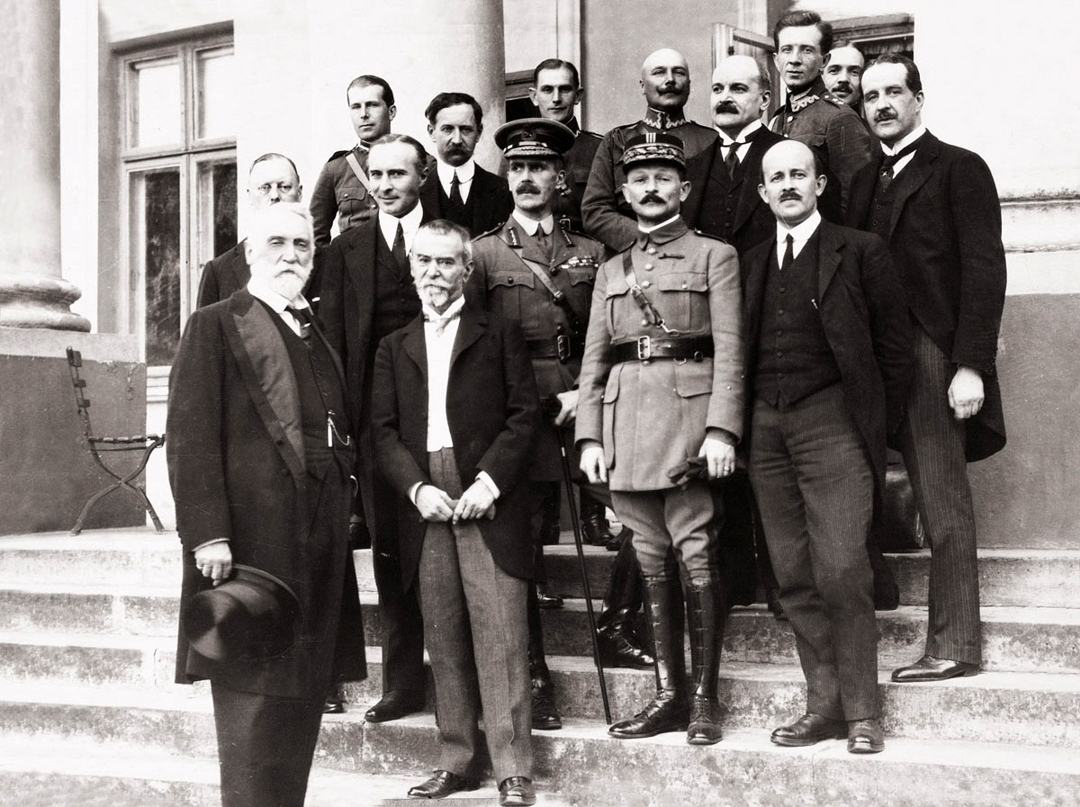
Membres de la mission interalliée en Pologne (1920) Premier rang à partir de la gauche : Edgar Vincent D'Abernon, Jean Jules Jusserand, Maxime Weygand, Maurice Hankey

En 1920, le général Weygand est nommé « conseiller technique de la mission franco-anglaise » suivant les termes du maréchal Piłsudski, le chef d'État polonais, une mission envoyée en Pologne par les Alliés lorsque Varsovie se trouva menacée en juillet 1920 à la suite de la contre-offensive des Soviétiques. Selon Foch, Weygand « devint bientôt le représentant militaire » de cette mission auprès du Haut-Commandement polonais pour venir en aide aux Polonais en déroute. En effet, ceux-ci, engagés depuis 1919 dans une guerre contre la Russie bolchevique, étaient sur le point d’être battus par les forces soviétiques de Toukhatchevski. Lors d'une conférence le 27 juillet 1920 en présence d'Ignacy Daszyński, vice-président du Conseil polonais et représentant de Piłsudski, du prince Eustachy Sapieha, ministre des Affaires étrangères, et des membres de la Commission interalliée, les Britanniques proposent même que Weygand prenne la tête de l'armée polonaise, mais les Polonais refusent, rappelant que le gouvernement polonais n'a pas accepté la posture de Weygand, qui a pris fait et cause en faveur de l'Allemagne lors des insurrections en Silésie de « mineurs polonais trop agités ».
Il ne faut pas confondre la mission interalliée, qui n'a été présente en Pologne que quelques semaines en juillet-août 1920, dont faisait partie le général Weygand ainsi que le diplomate français Jusserand, le diplomate britannique Lord D'Abernon et le général anglais Radcliffe, avec la mission militaire française. Celle-ci, présente depuis avril 1919 et jusqu'en 1932, était commandée alors par le général Paul Henrys, sous les ordres de qui se trouvaient, parmi les quelque 500 personnes que compte la mission, le capitaine Charles de Gaulle et son adjoint, le capitaine Jean Touzet du Vigier.

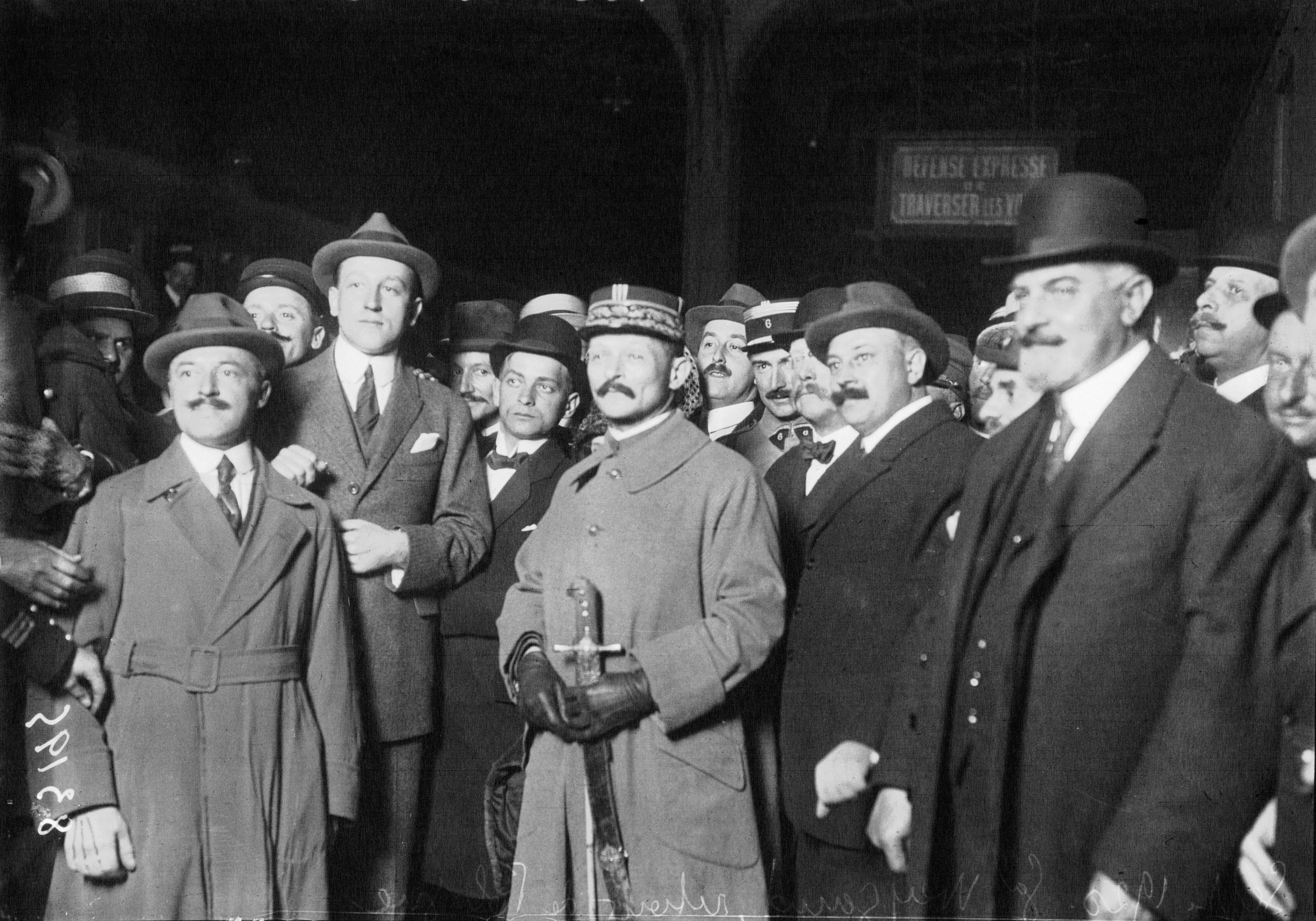
Le général Weygand de retour de Pologne, 1920.

Le rôle du général Weygand et de la mission interalliée est discuté. Certains officiers polonais affirmèrent que la bataille de Varsovie, également connue sous le nom de « Miracle de la Vistule », avait été remportée par eux seuls, avant que la mission française n'ait pu rédiger et envoyer son rapport, point de vue partagé par exemple par l'historien britannique Norman Davies. Néanmoins, les historiens français[Lesquels ?] lui coattribuent, avec le général Tadeusz Rozwadowski et, dans une moindre mesure, Piłsudski, la paternité du plan de bataille. En particulier, l'axe de la contre-offensive, du sud vers le nord, exploitant la décision de Boudienny de bifurquer vers le sud, allégeant ainsi la pression sur Varsovie, serait de son fait.[réf. nécessaire] Weygand a ainsi pu imposer ses vues ou, tout du moins, Piłsudski les a-t-il pour partie intégrées dans son plan, rejetant toutefois l'idée d'une attaque dans le secteur de Siedlce. Le plan final serait donc de la main de Piłsudski, approuvé par Rozwadowski et Weygand. Dès lors, Weygand est chargé de la conception de la défense de Varsovie, domaine dans lequel il excelle ; afin de mettre en œuvre ses vues et d'aider les Polonais, il exige du général Henrys d'une part l'envoi des conseillers français non seulement au niveau divisionnaire, mais de le pousser au niveau régimentaire, et d'autre part des appuis spécifiques pour l'établissement de fortifications et l'amélioration des positions d'artillerie. Il suggère également de placer le nord du front sous le commandement du général Józef Haller, alors en disgrâce, et de confier le commandement du sud du front à Władysław Sikorski ; Piłsudski retient ces suggestions. Le rôle de Weygand est néanmoins considéré minime (au mieux) par les historiens modernes,.

Dans M. Clemenceau peint par lui-même de Jean Martet, Clemenceau donne de Weygand cette description :

« C’est que Weygand est quelqu’un. Mais, mal foutu. C’est un homme qui a dû recevoir des coups de pied au derrière quand il était encore dans les limbes. Mais il est intelligent. Il a je ne sais quoi, une sorte de feu sombre. Je me suis fâché parce qu’au conseil des Alliés il venait il parlait. J’ai dit au général Foch : « Vous n’avez pas le droit d’y venir vous-même. Vous n’êtes là que pour répondre quand on vous consulte. Au moins faites-le taire. »
Weygand est un homme… comment vous dire ça ? Dangereux, capable, dans un moment de crise, d’aller très loin, de se jeter là-dedans, — et intelligemment, beaucoup plus intelligemment que ne l’eût fait Mangin, qui aurait donné du nez n’importe où. Dangereux, mais précieux. Et ayant une énorme qualité : sachant faire son travail sans en parler, sans qu’on en parle. Il est allé en Pologne. Je ne sais pas ce qu’il a fabriqué là-bas, — mais ce qu’il fallait faire, il l’a fait. Il a remis tout ça en place ; la question a été réglée. Il est revenu, n’a pas triomphé, n’a rien dit ; on ne sait pas ce qu’il a fait, où il est. C’est assez fort. Ce n’est pas que Foch soit sot ; mais il a un génie bon enfant et simpliste. L’autre y ajoute quelque chose de tendu et de profond. Enfoncé naturellement dans les curés, jusqu’au cou. »

### Levant

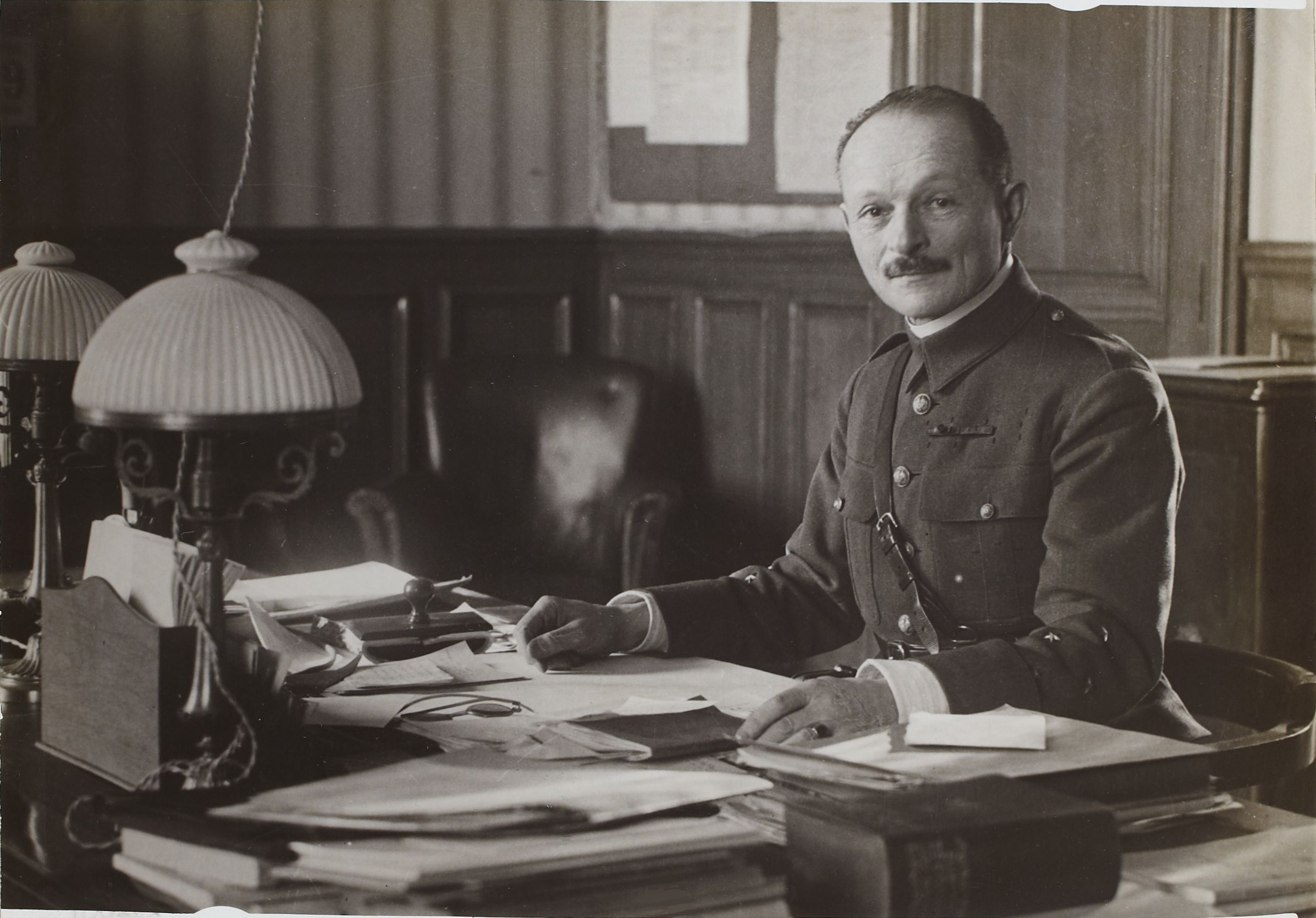
Le général Weygand à son bureau.

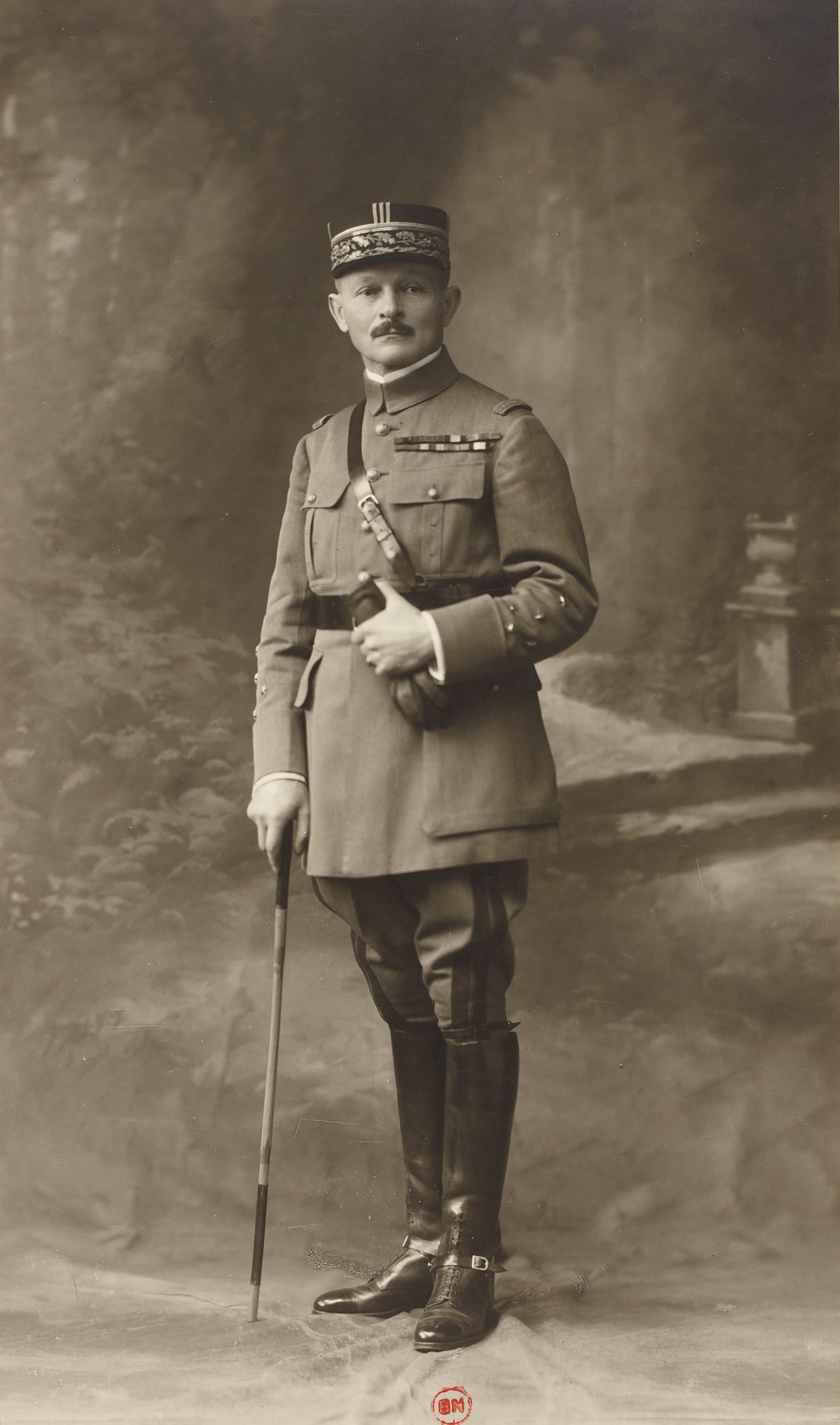
Portrait en pied du général Weygand.

En 1920, Weygand est fait général de corps d'armée, et général d'armée en 1923. Le 21 avril 1923, il succède en Syrie et au Liban au général Gouraud, au titre de haut-commissaire de France au Levant. Cette même année 1924, Weygand est relevé de son commandement au Liban, car il communiquait des articles du quotidien parisien royaliste et nationaliste L'Action française, au Journal local L'Orient[réf. souhaitée]. Le président du Conseil du cartel des gauches Édouard Herriot le relève immédiatement et le remplace par un général marqué à gauche, le général Sarrail. Herriot justifiant ce remplaçant brusque devant l'assemblée nationale en concluant : « Voilà comment Weygand dépensait l'argent de la République ». La rue Weygand à Beyrouth lui rend hommage.

### En France

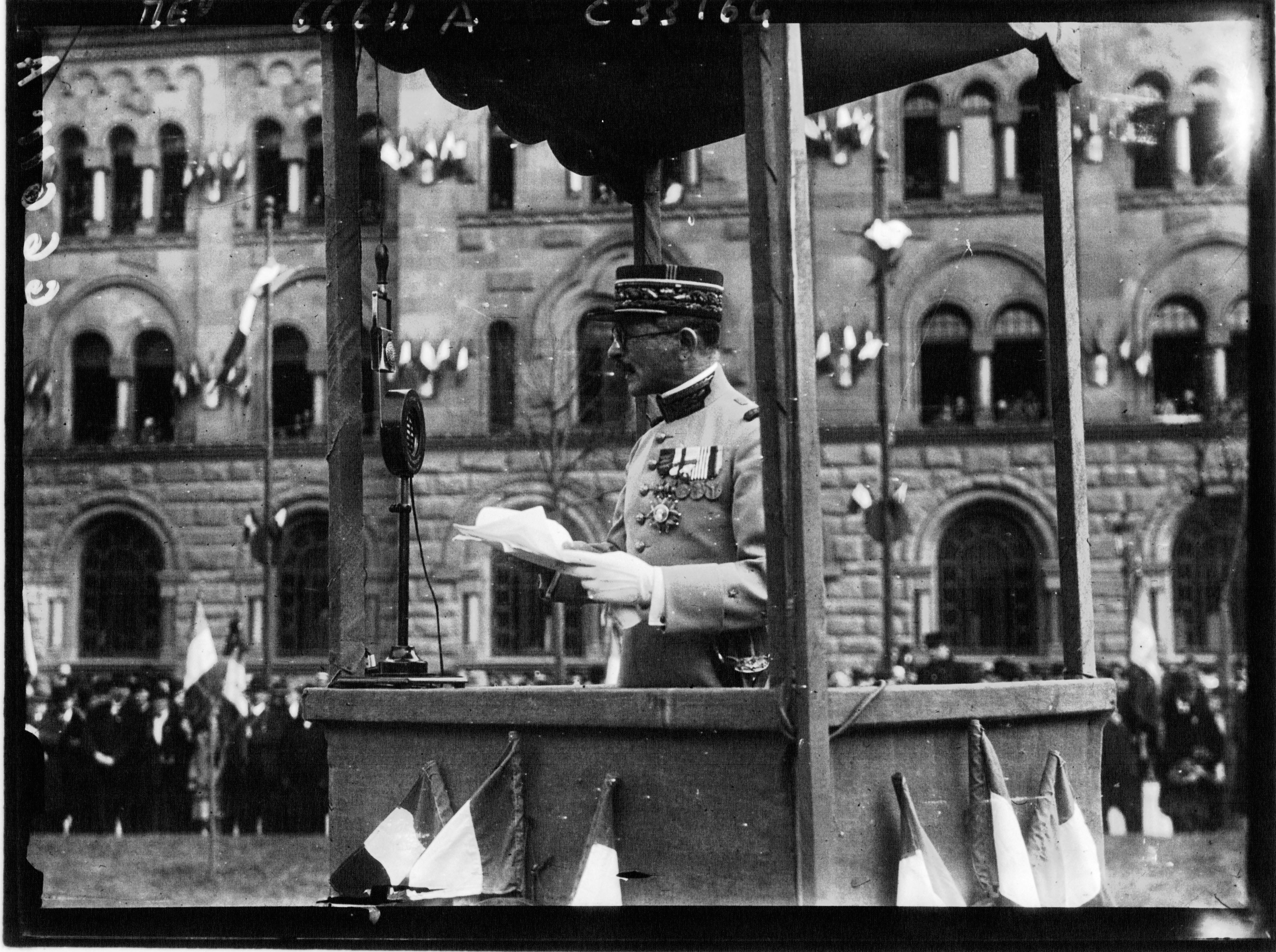
Discours du général Weygand à Metz lors de l'inauguration de la statue du général Mangin en 1929.

Weygand entre alors en 1924 au Conseil supérieur de la guerre. En 1925, il dirige le Centre des hautes études militaires.
Il est promu chef d'État-Major général de l'armée en 1930 par André Tardieu. Il est vice-président du Conseil supérieur de la guerre, dénonce le danger hitlérien et condamne le désarmement, mais s'oppose à la théorie du colonel de Gaulle partisan des blindés groupés en divisions cuirassées pour la guerre de mouvement (que les Allemands - lisant les livres de de Gaulle - emploieront avec succès en 1940). En 1932, le gouvernement Herriot mène une politique de désarmement qui provoque l’indignation de Weygand qui dans ses rapports secrets écrit que « l’armée française est descendue au plus bas niveau que permette la sécurité de la France ». Il doit se retirer du Conseil supérieur de la guerre le 21 janvier 1935, atteint par la limite d'âge — il  vient d'avoir 68 ans — laissant sa place au général Gamelin, mais est maintenu en activité sans limite d'âge. En 1938, il exprime un optimisme de façade sur la capacité de l'armée française à vaincre en cas de conflit[réf. nécessaire].

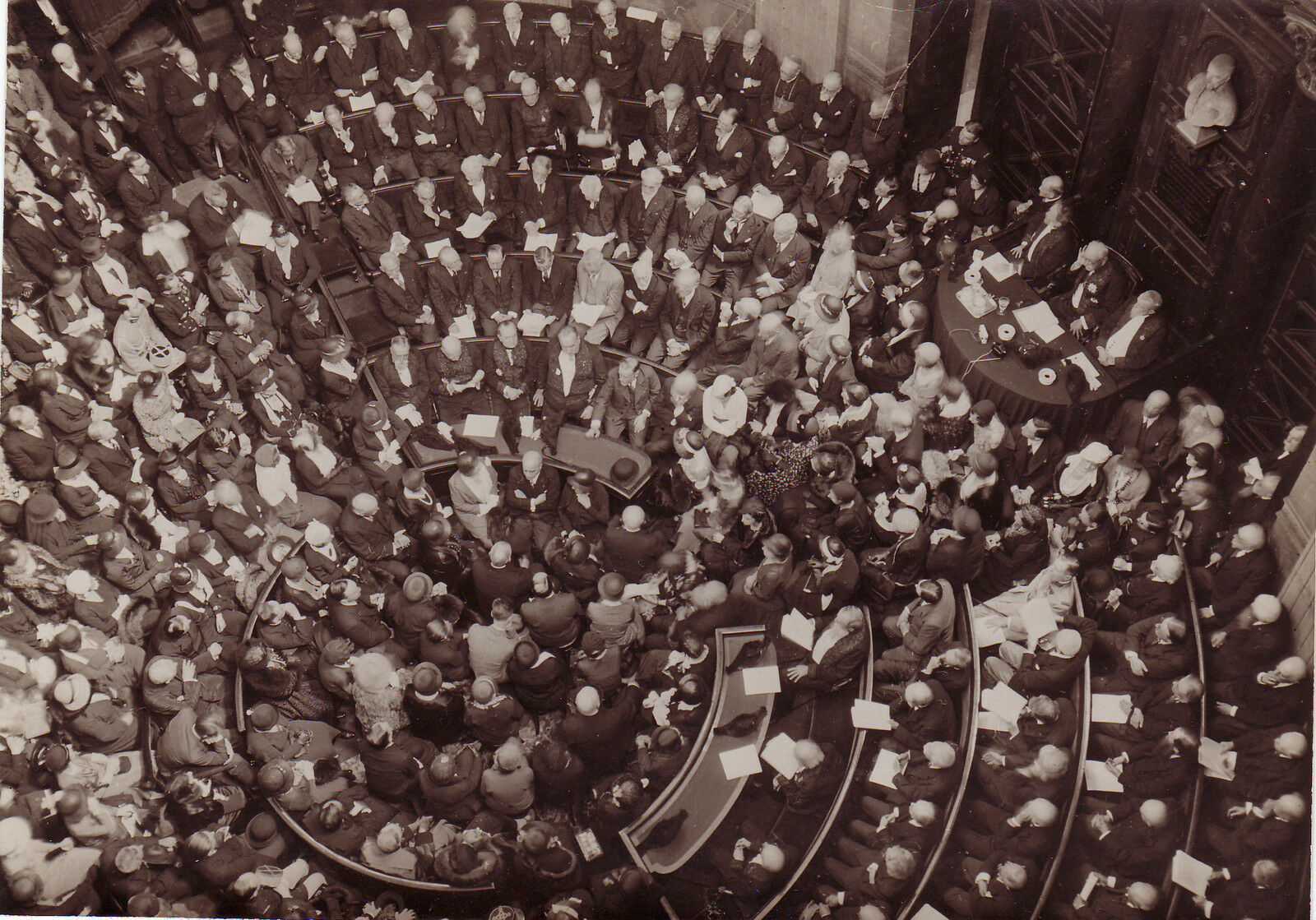
Réception du général Weygand à l'Académie française.

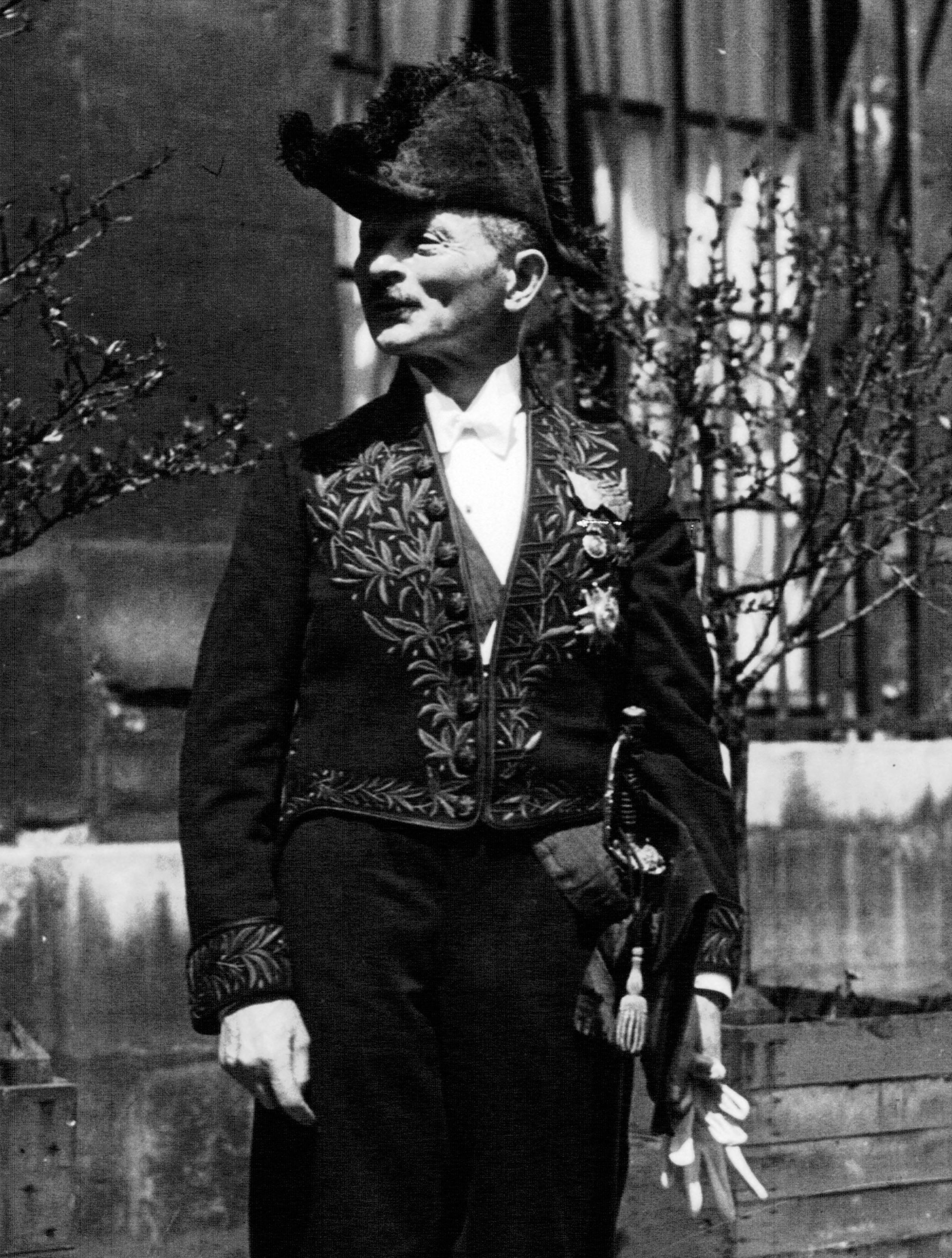
Maxime Weygand en tant que membre de l'Académie française en 1932.

Le 11 juin 1931, en même temps que le romancier Pierre Benoit, il est élu à l’Académie française à l'unanimité des votants pour succéder au maréchal Joffre au 35e fauteuil.

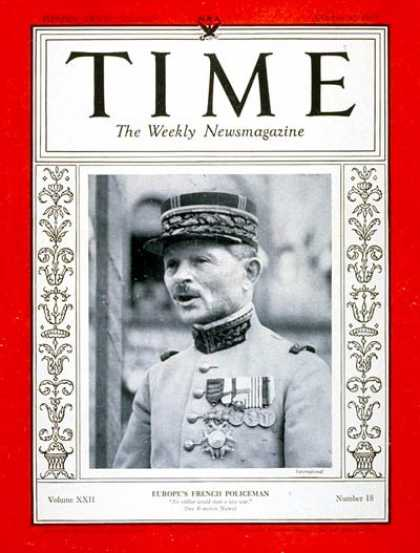
Maxime Weygand en couverture du magazine TIME, en date du 30 octobre 1933.

Dans les années 1930, Maxime Weygand, qui votera pour Charles Maurras à l’Académie française, est un proche de l’Action française mais son légalisme l’empêche de manifester publiquement son accord avec Maurras.
Il précise sa pensée devant Pertinax le 18 mars 1935 : « Je suis pour la force militaire, les alliances et la religion contre la franc-maçonnerie ». Il aurait envisagé de créer une ligue anti-maçonnique selon un témoignage ultérieur de Pertinax.
Il entre au comité directeur du « Rassemblement national pour la reconstruction de la France » après la victoire du Front populaire en 1936, aux côtés de Bernard Faÿ, le médecin-général Jules Emily ou l'Académicien Abel Bonnard. Ce cercle de pensée a été fondé en février 1936 par René Gillouin, Gaston Le Provost de Launay et Lucien Souchon, son secrétaire général. Il publie des documents contre le Front populaire et le communisme, et tient quelques rares conférences auxquelles Weygand assiste en 1937-1938. Interrogeant Weygand pour la commission d’instruction de la Haute Cour de justice en 1946, un commissaire de la police judiciaire résumera ainsi son témoignage : « En résumé, cinq ou six intellectuels se réunissaient mensuellement pour étudier diverses questions d’ordre national. Le résultat de leurs études était livré à la méditation de quelques personnes fournissant à l’association les moyens matériels de subsister. Est-ce bien ainsi qu’il faut résumer votre audition ? ».
« Oui, à cela près que je n’étais pas un intellectuel » corrigea Weygand. Selon le général, les travaux de l’association « portaient sur des questions éducatives et sociales », en premier lieu, et sur des questions sociales et économiques. Parmi les patrons ayant financé ce groupement, on trouve Georges Brabant, l'industriel vosgien du textile Georges Laederich, qui distribue un temps les Cahiers du Rassemblement à une partie de son personnel, le Marseillais Bernard du Perron de Revel, des raffineries de sucre Saint-Louis, et Marcel Doligez, patron d'une entreprise du textile de Tarare dans le Rhône, les Ets Champier. Ils ont rencontré Weygand à son domicile en mars 1937 et de cette réunion est sortie l'idée de financer l'association. Elle aurait été mise en sommeil en 1938 à la suite d'une rupture entre Weygand et Bonnard.
En 1937, en pleine guerre d'Espagne, il est l'un des signataires du Manifeste aux intellectuels espagnols, un manifeste d'adhésion d'intellectuels français à Franco. Il préside plusieurs dîners « nationaux » : ceux du Comité Dupleix-Bonvalot ou des « Affinités françaises ». En mai 1936, à un de ces dîners, Weygand prend la parole pour « montrer qu’aux dangers certains que l’hitlérisme nous fait courir, il convient d’opposer trois forces, force matérielle, force morale et force politique ». Ses conférences, ses livres de 1937, Comment éduquer nos fils ? et La France est-elle défendue ?, ses articles donnés à la Revue des deux Mondes et à La Revue hebdomadaire, tiennent compte de ce qui se passe de l’autre côté du Rhin pour s’en inquiéter, prêchent la nécessité d’une « ardente foi patriotique » et de l’union.
Il affirme par exemple : « Le danger le plus immédiat et le plus considérable résulte du développement sans précédent que nos voisins de l’Est donnent à leurs forces militaires, et du fait que la France est toujours considérée comme l’ennemi à abattre avant de satisfaire d’autres visées ». Il souligne par ailleurs que des « crédits considérables » ont été « votés par les partis jusque-là les plus réfractaires aux dépenses militaires », ce qui reconnaît l’effort de guerre du gouvernement du Front populaire, contrairement à ce qui sera affirmé au procès de Riom d'avril 1942.
En 1938, après la crise de Munich, Weygand évoque dans les locaux de l’Union corporative des instituteurs de Serge Jeanneret le 20e anniversaire de l’Armistice ; il incrimine
« le rapide relèvement de nos ennemis d’hier et du déclin indéniable de nos propres forces » à « l’oubli dans lequel nous avons trop vite laissé tomber la leçon des morts ». Mais « il n’est pas trop tard pour que les Français l’entendent ». À une réunion consacrée à l’empire colonial et aux prétentions allemandes, il déclare : « Il ne faut donc pas se laisser prendre aux dires de M. Hitler, prétendant que la conquête coloniale est la dernière, comme il l’a déjà annoncé à différentes reprises dans les occasions que l’on sait. (…) Pour faire face aux exigences du Troisième Reich, il importe à la France de se montrer forte, unie et ferme. Écarter tout marchandage. Faire corps avec le gouvernement »,.
D'autres déclarations annoncent des thèmes de la « révolution nationale » du régime de Vichy : il déclare ainsi en 1937 à un dîner du comité Dupleix-Bonvalot : « Le génie français a besoin de sécurité et chaque jour accroît l'instabilité matérielle et morale. Tout n'est plus qu'apparence : les conditions de travail, le pain quotidien, la propriété sont le jouet d'agitations aveugles. La race s'épuise et s'abâtardit. Les campagnes se vident. Le peuple généreux et idéaliste se laisse conduire par des conceptions politiques et sociales d'un matérialisme primaire (…). Pour rendre aux meilleurs l'influence légitime dans les affaires du pays, il faut rompre avec les erreurs de principe et de fait qui nous ont conduits où nous sommes ».
Le général se passionne dans les années 1930 pour les questions d'éducation. Membre actif du Cercle Fustel de Coulanges, il signe des articles dans ses cahiers et il fait publier en 1937 un livre intitulé Comment élever nos fils ?. Il s'en prend notamment aux instituteurs qui « (s'élèvent) contre l'ordre social existant et se [montrent] rebelles à l'idée de patrie ».
Il soutient le Centre d’action et de propagande nationale à l’école, dirigé par le général René Madelin, directeur de la revue mensuelle La Belle France, qui accueille alors des articles de Weygand, Bonnard, Faÿ (Weygand fait partie de son comité de patronage avec le maréchal Pétain, les généraux Gamelin et Brécard, des Académiciens), et qui publie aussi un périodique, L’Instituteur national. Weygand a discuté d'éducation avec Georges Laederich, qui lui demande conseil en 1938 alors que le général a rompu avec le Centre de Madelin et que Laederich, abonné de ce Centre, cherche un autre groupement plus actif pour les instituteurs vosgiens de droite. Weygand figure ensuite en 1938 au comité directeur de l’Association des Amis de l’école française, liée au journal L’École française et au Rassemblement national, et financée par Georges Brabant. Il y siège aux côtés notamment de Gillouin. L'association est rebaptisée en 1939 Les Amis de l’Éducation française,.
Il appuie les diverses initiatives qui veulent développer le culte de Jeanne d'Arc à Domrémy, dans les Vosges.
En 1934, est exposé à Paris au Salon d'automne son buste réalisé par Philippe Besnard.

#### Administrateur de Suez, 1935-1939
Après son retrait du Conseil supérieur de la guerre en janvier 1935, il devient en avril 1935 membre du conseil d'administration de la Compagnie universelle du canal maritime de Suez, privilège jamais accordé jusque là à un militaire et fonction très bien rémunérée. Il y remplace Louis Barthou. Il y rejoint l'ancien président de la République Gaston Doumergue. Son entrée au conseil d'administration suscite interrogations et suspicions. Sa connaissance du Proche-Orient et de la diplomatie aurait intéressé les autres membres du conseil. Son entrée est dénoncée par des journaux de gauche et par Roger Mennevée, s'interrogeant sur l'incapacité financière pour Weygand de posséder les cent actions de la firme requises pour être administrateur. Elle est aussi mal perçue par d'autres anciens officiers. Ces cent actions requises lui ont été prêtées. Il les rend lorsqu'il démissionne en août 1939. Il était alors depuis juillet 1939 vice-président de la Compagnie de Suez. Il n'a pas touché de dividendes de ces actions mais a bénéficié des tantièmes et d'un luxueux appartement avenue de Friedland appartenant à la Compagnie,.

## Seconde Guerre mondiale

### La drôle de guerre
Pour un article plus général, voir Drôle de guerre.

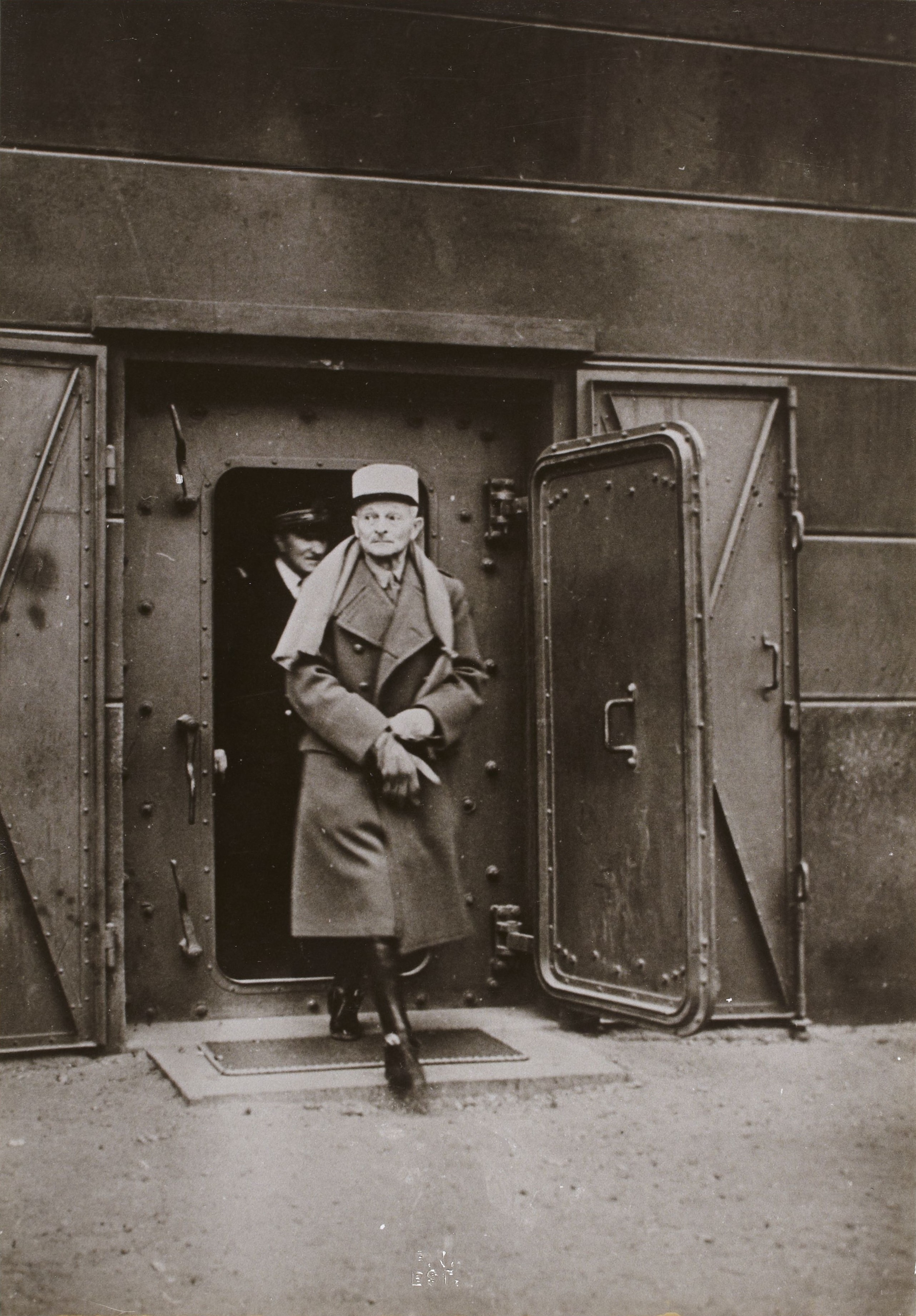
Le général Maxime Weygand inspecte la ligne Maginot, vers 1940.

Sur sa demande, Weygand est rappelé au service actif par le président Édouard Daladier en août 1939 pour diriger les forces françaises au Moyen-Orient. Il est nommé chef du Théâtre d'opérations de la Méditerranée orientale et doit, depuis son quartier général situé à Beyrouth, coordonner la présence militaire française au Levant et dans les Balkans. En octobre 1939, il se rend en Turquie afin de signer le traité d'assistance mutuelle liant ce pays à la France et au Royaume-Uni. Dans les mois qui suivent, il tente de mettre en place plusieurs plans d'action militaire visant à la constitution d'un front d'Orient qui pourrait prendre à revers l'Allemagne et ses alliés. Il prépare notamment des projets de débarquement français à Thessalonique et en Roumanie, ainsi qu'une offensive contre l'URSS, alors liée à l'Allemagne par le Pacte germano-soviétique, dirigées principalement contre les champs de pétrole de Bakou. Les effectifs limités dont il disposait (trois divisions à peine) ont fait que ces plans ambitieux, jugés chimériques par certains historiens, sont restés à l'état de projet.

### Nommé généralissime en pleine défaite (mai 1940)
Pour un article plus général, voir Bataille de France - La percée de Sedan et ses conséquences.

#### Une situation militaire compromise

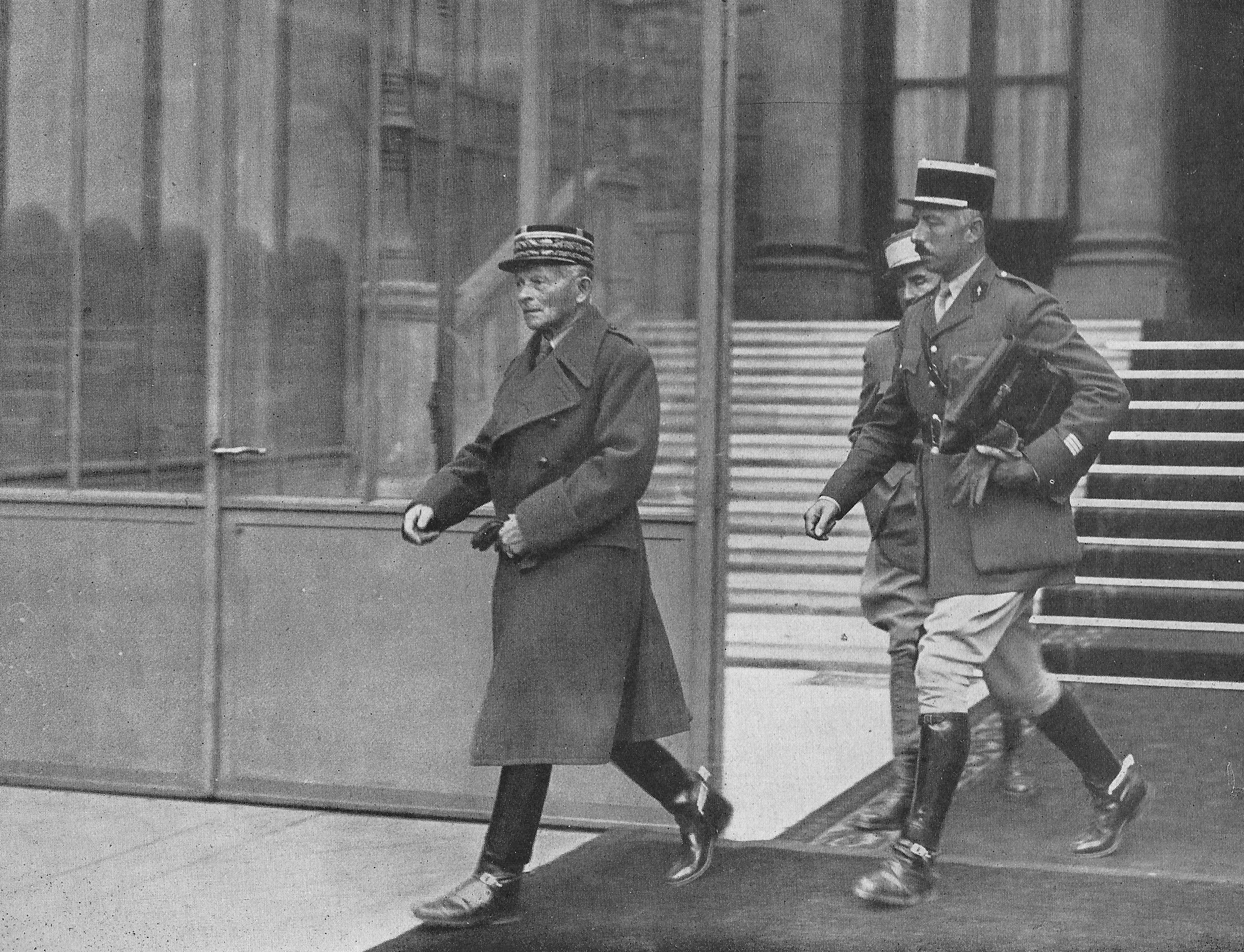
Maxime Weygand sort de l’Élysée où il vient d'être nommé généralissime par Albert Lebrun (en mai 1940).

En mai 1940, la situation militaire en France est si compromise que le commandant suprême, le général Maurice Gamelin, jugé trop passif, est écarté. 

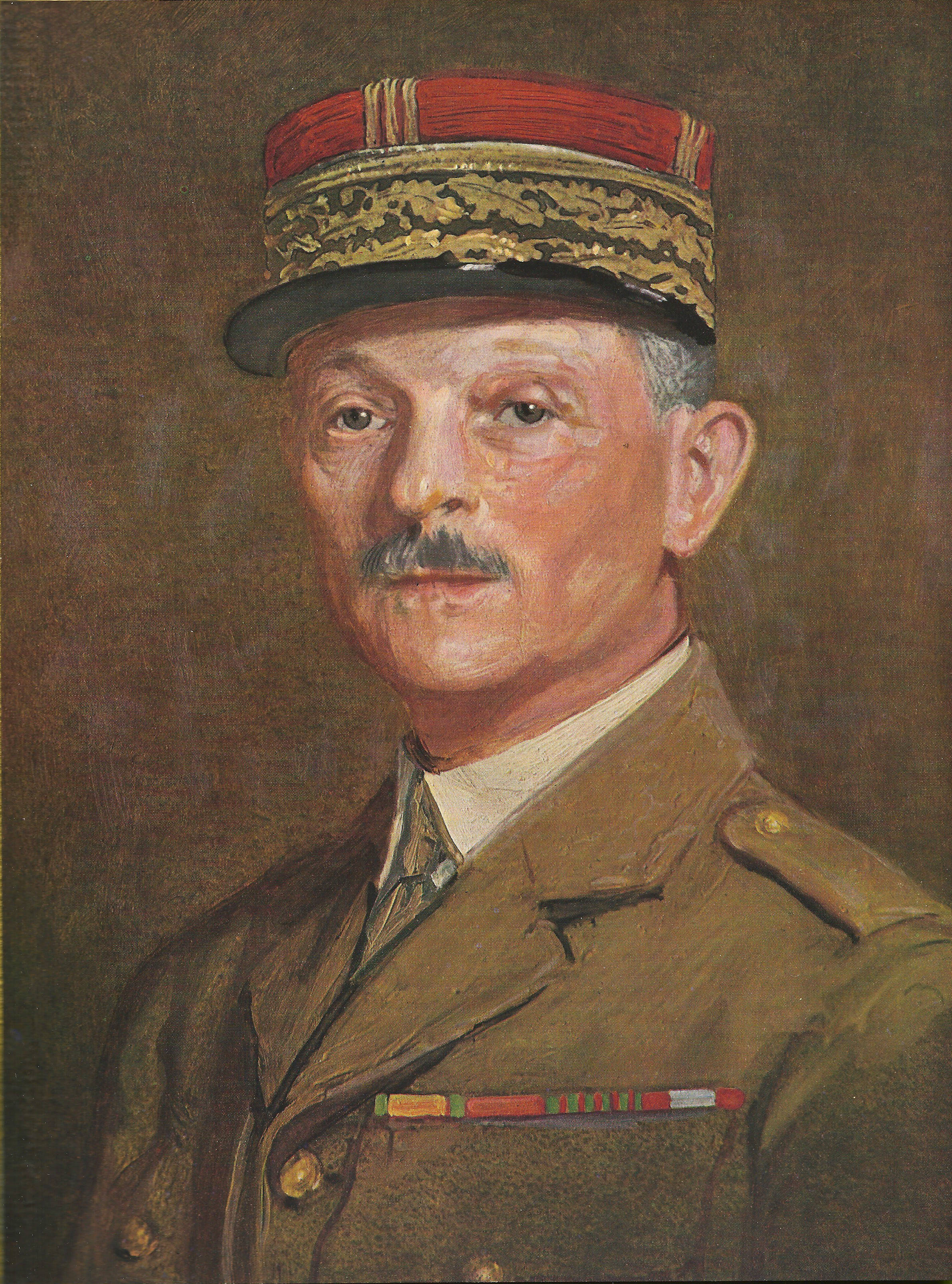
Portrait du général Maxime Weygand, tiré du magazine L'illustration n° 5067 du 13 avril 1940.

Plusieurs remplaçants sont envisagés mais sans faire l'affaire selon Villelume
Weygand, alors en Syrie, est appelé le 17 mai par le chef du gouvernement Paul Reynaud pour le remplacer. À cette date, le maréchal Pétain entre au Gouvernement, en tant que vice-président du Conseil, refusant le ministère de la Guerre. Les divisions blindées allemandes, ayant percé depuis le front à Sedan dès le 13 mai, poursuivent leur course à l'ouest et ont coupé l'armée française en deux, enfermant une partie de celle-ci en Belgique avec les armées belge et britannique.
Weygand arrive en France le 19 mai et déclare ce même jour au gouvernement « Je connais le secret de Foch ! ». La passation de commandement avec le général Gamelin, à Vincennes, dure quelques heures, au cours desquelles celui-ci lui rend compte de l'ampleur de la percée allemande à Sedan et lui fait part de l'absence de réserves. Gamelin rapporte que Weygand lui aurait confié sa détestation du personnel politique : il faut "changer tout ce traffic de la politique" et en finir avec les politiciens, "l'un pire que l'autre".

#### Le plan pour couper les arrières des panzers allemands

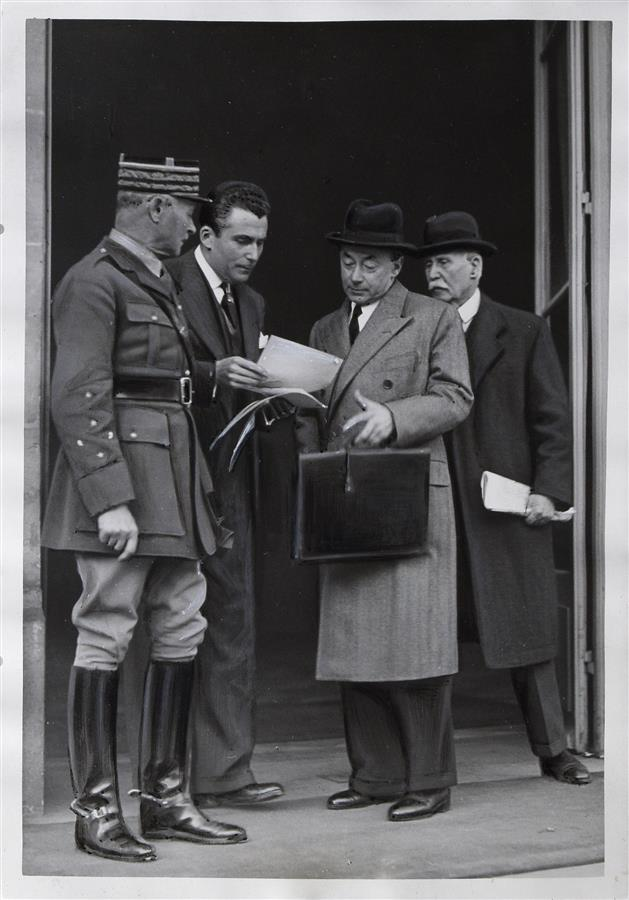
Maxime Weygand, Paul Baudouin, Paul Reynaud & Philippe Pétain à la sortie du Conseil des ministres du 21 mai 1940.

Le 21 mai, après que son avion a été attaqué et dérouté à l'aéroport de Norrent-Fontes, il assiste à la conférence d'Ypres, où il rencontre le roi des Belges Léopold III et le chef des armées françaises en Belgique, le général Billotte. Weygand se décide alors à reprendre l'idée d'une contre-offensive pour couper les colonnes blindées allemandes les plus avancées et souvent privées de soutien par l'infanterie qui ne parvient pas toujours à les suivre. Toutefois, Weygand décide de partir sans avoir rencontré Lord Gort, commandant le corps expéditionnaire britannique en Belgique. Ce dernier, qui a été prévenu tardivement de l’heure et du lieu de la conférence, arrive moins d'une heure après le départ du généralissime. Ce départ précipité sera reproché à Weygand après la guerre par l'historien Alistair Horne. Cette absence de rencontre entre Weygand et Gort est d'autant plus préjudiciable à la cause alliée que le général Billotte, chargé de la mise en œuvre de cette contre-offensive se tue dans un accident de voiture le soir même de la conférence. Le général Blanchard, qui lui succède, n'a pas assisté à la conférence. À ce stade, le cabinet de guerre de Churchill avait déjà donné l’ordre à Gort, le 19 mai au soir, de foncer au sud pour couper les lignes allemandes mais celui-ci était réticent,.
Weygand revient à Paris à bord du torpilleur la Flore puis en train. Le 22 mai au fort de Vincennes, il expose son plan de campagne aux gouvernements français et britannique pour enfermer les Allemands entre Amiens et Saint-Quentin. Churchill acquiesce à ce plan tout en précisant que le corps expéditionnaire britannique devra sauvegarder son accès à la côte.
Mais durant ces trois jours de tergiversations, les Allemands ont pris la direction des opérations. Il se crée ainsi un vide dans le front allié. La 4e division cuirassée du général de brigade de Gaulle attaque vers Abbeville le 27 mai au soir avec quelques succès. À Rethel, la division du général de Lattre de Tassigny établit un solide glacis défensif qui résiste du 14 mai au 11 juin,. Une petite bataille désespérée fut livrée autour d’Arras par une partie du corps britannique avec 76 chars, face à Rommel, entre le 21 et le 23.
Pour le reste, le plan n’est pas réellement mis à exécution, faute pour le commandement lui-même d’avoir « encore l’espérance et la volonté de vaincre ». Après sa rencontre avec Churchill, Weygand lança un « Ordre d'opération no 1 ». Les armées du nord devaient empêcher les Allemands d'atteindre la côte - en fait ils y étaient déjà. Le 24 mai, il annonça qu'une septième Armée française nouvellement formée avançait vers le nord et avait déjà repris Péronne, Albert et Amiens, ce qui n’était qu’illusion.
Selon l’historien Olivier Wieviorka,, la défaite éclair ne provient pas d’une insuffisance de moyens ou de combativité des Alliés mais, d’une part, d’une grande méconnaissance des possibilités combinées offertes par l’aviation et les chars pour mener une guerre de mouvement moderne malgré les exemples de la guerre civile espagnole en 1936 et de la campagne de Pologne en 1939 ; et d’autre part, d’une conduite désastreuse des opérations par l’état-major appliquant un corpus stratégique et tactique rigide datant de la Première Guerre mondiale (1914-1918) non remis à jour et basé sur des hypothèses non vérifiées  doublé d'une réticence profonde à adopter les nouvelles technologies comme le téléphone et la radio et leurs applications pratiques. Ces différentes causes ont été identifiées par l'historien et résistant Marc Bloch dès 1944 dans son ouvrage l'Étrange Défaite,,.
Face à la remontée allemande le long de la côte et aux assauts contre l’armée belge, les troupes britanniques amorcent le 25 un mouvement de retraite vers Arras, puis Dunkerque. Afin d’éviter un encerclement de la BEF à brève échéance, Gort se voit obligé de renforcer le front tenu par les Belges avec les deux divisions qui devaient participer à l’attaque vers le sud. Il en profite aussi pour ordonner un décrochage général de 40 km vers le nord. Si cette mesure peut paraître judicieuse, il n’en informe ni le général Blanchard ni son gouvernement. Désormais, Gort n’a plus qu’une idée fixe : sauver ses hommes envers et contre tout, même contre son gouvernement qui, estime t-il, lui donne des ordres inappropriés.

#### La désagrégation de l'alliance
À partir du 23 mai, les Belges vont se battre sur la Lys, enrayant l'avance allemande pendant quatre jours, le roi ayant renoncé à une ultime retraite sur l'Yser, comme en 1914, car l'armée belge avait perdu une bonne partie de ses moyens de transport et, de plus, les munitions et le carburant commençaient à lui manquer. Le roi des Belges, jugeant ses forces trop isolées, finit par décider, contre l'avis de son gouvernement, de capituler le 28. Weygand condamna la décision du roi, bien que n'ayant pas le moyen d'aider l'armée belge, comme il le reconnut dans ses mémoires.
Achevant la campagne de France et de Belgique, la bataille de Dunkerque permit le rembarquement du maximum de soldats britanniques. 215 587 Britanniques sont évacués du 24 mai au 4 juin, ainsi que 123 095 Français, les Français devenant même majoritaires dans les effectifs rembarqués à partir du 1er juin.
À partir du 5 juin 1940, les Britanniques refusent désormais d'engager le gros de la Royal Air Force en France, afin de préserver leur aviation en vue de la future bataille d'Angleterre. Weygand n'a de cesse, dès lors, de condamner le trop faible engagement britannique en France et son ressentiment réveille dans ses propos une anglophobie déjà sensible pendant la Grande Guerre.

### Bataille de la Somme (débutjuin 1940)

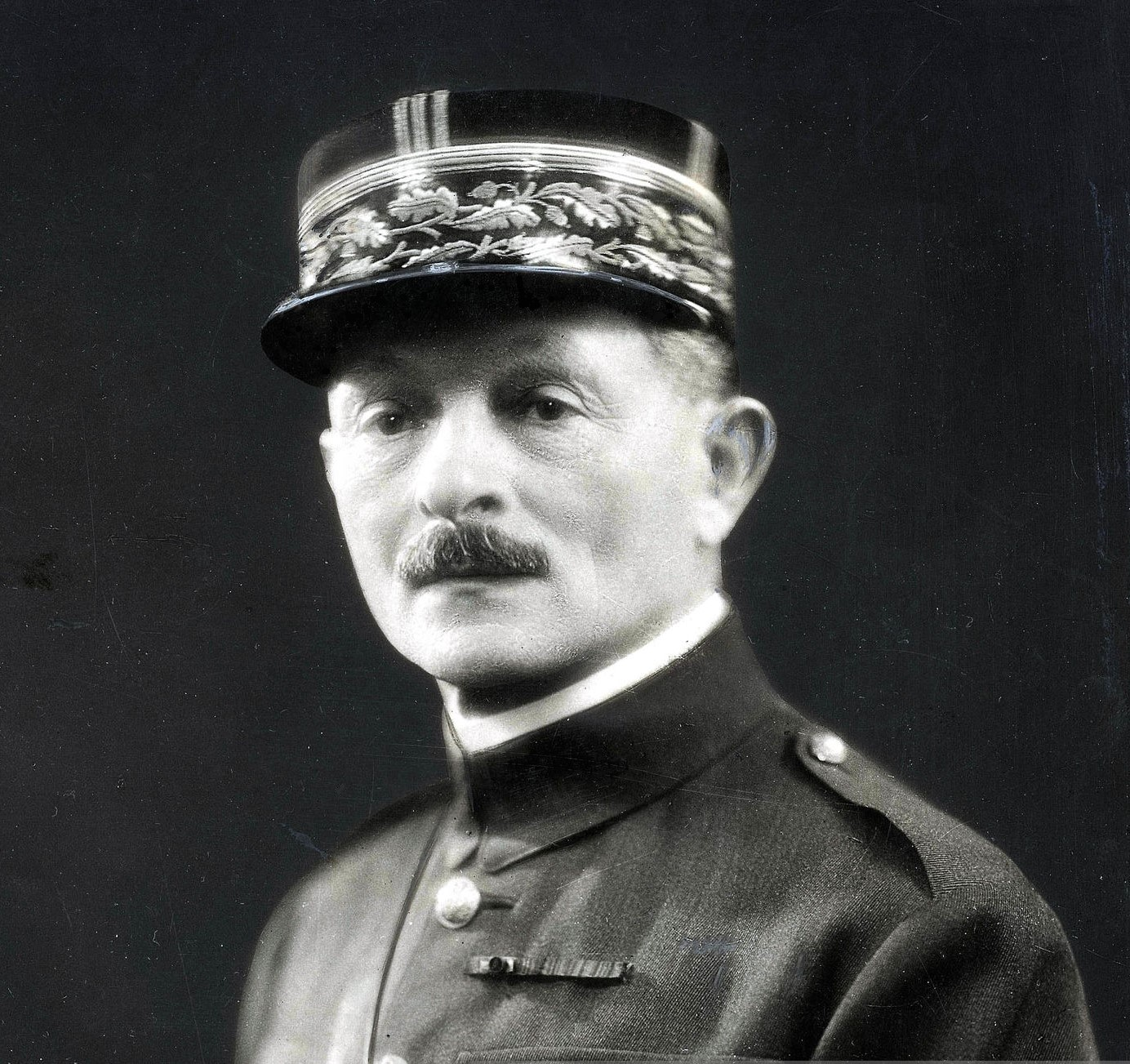
Maxime Weygand, alors nouveau commandant en chef français en 1940

Au sud, ce qui reste des armées françaises tente de former un front, ce que l'on appelle la « ligne Weygand », sur la Somme, le canal Crozat, l'Ailette et l'Aisne.
Le 25 mai, un conseil de guerre se déroule à l’Élysée, réunissant le président de la République Albert Lebrun, le président du Conseil Paul Reynaud, le vice-président du Conseil, Philippe Pétain, le ministre de la Marine César Campinchi et Weygand. C'est à cette réunion que l'hypothèse d'un armistice est évoquée pour la première fois, par le président Lebrun. Paul Reynaud rejette cette idée et se montre partisan d'une poursuite de la guerre aux côtés des Britanniques. À cette réunion, Weygand ne se pose pas encore ouvertement en partisan de l'armistice, bien qu'il le juge inéluctable : comme le maréchal Pétain, il estime qu'il faut attendre l'issue de la future bataille de la Somme et de l'Aisne pour demander l'armistice, et ne l'exiger qu'une fois l'honneur de l'armée sauf.
Selon le portrait brossé par l'historien Jean-Louis Crémieux-Brilhac, s'appuyant sur les propos de Weygand au ministre Paul Baudouin, qui lui sert d'intermédiaire avec Pétain et qui est comme eux partisan de l'arrêt des combats :

« Ce hobereau militaire à l'ancienne, nationaliste sans complaisance pour l'Allemagne, catholique fervent et réactionnaire au sens littéral du terme, veut tirer la France de la guerre pour refaire une nation croyante, forte et saine, débarrassée des germes de décadence et de corruption démocratique. La renaissance de la France ne peut se faire, d'après lui, qu'à partir de l'armée, seul corps qui ait échappé à la dégradation générale — l'armée, non pas émanation de la nation, mais entité autonome, gardienne, pour le compte de la nation, de ses valeurs et de ses vertus (…) L'honneur de l'armée interdit, aux yeux de Weygand, la capitulation militaire qu'envisage Reynaud, il implique le maintien d'une souveraineté nationale et il devrait permettre de sauver assez de restes de l'armée pour maintenir l'ordre, préoccupation majeure de ce vieil homme qui se souvient de la Commune et qu'obsède la crainte de troubles suscités ou exploités par les communistes : « Ah, si j'étais sûr que les Allemands me laisseront les forces nécessaires pour maintenir l'ordre », dit-il le 8 juin au général de Gaulle. »

Le 5 juin, les Allemands attaquent sur la Somme et l'Aisne. La tactique dite du « hérisson », adoptée par Weygand, renonce à une défense linéaire et lui substitue une défense en profondeur fondée sur des points d’appuis espacés croisant leurs feux. Cette tactique est efficace : les pertes allemandes augmentent nettement entre le 5 et le 8 juin, et de brefs coups d'arrêt locaux sont même donnés çà et là à l'avancée de la Wehrmacht. Mais Weygand ne dispose plus que de 64 divisions françaises et 2 britanniques à opposer aux 104 divisions allemandes. Dès le 9 juin, le front est enfoncé partout, et le gouvernement quitte Paris le lendemain matin pour Tours (du 10 au 13 juin), puis Bordeaux à partir du 14.
Dans la première décade de juin, Paul Reynaud envisage la création d'un réduit breton, option jugée irréaliste par Weygand. Avec le général de Gaulle, nommé sous-secrétaire d'État à la Guerre le 6 juin, Reynaud envisage aussi de transporter les troupes en Afrique du Nord pour continuer la guerre aux côtés des Britanniques avec l'aide matérielle des Américains : Weygand ne croit pas davantage ce repli possible, et juge qu'il est beaucoup trop tard pour l'organiser. De Gaulle demande à Weygand de poursuivre la lutte dans l’Empire le 8 juin, selon ses Mémoires de guerre, mais le généralissime éclate de rire. Il est, de toute façon, partisan depuis la fin du mois de mai d'un retrait de la guerre grâce à un armistice signé par le Gouvernement. Cela dispenserait l'armée d'avoir à capituler, mais empêcherait toute poursuite de la lutte par le gouvernement depuis les colonies.
Reynaud et de Gaulle envisagent alors le remplacement de Weygand, partisan de l'armistice et jugé défaitiste, et ils pensent notamment au général Huntziger comme successeur possible. Dans L'Étrange Défaite, Marc Bloch dresse effectivement un portrait défaitiste de Weygand. Il suggère que la défaite française a finalement été pour Weygand et pour Pétain l'occasion de prendre le pouvoir et d'appliquer leur doctrine d'extrême-droite. Au reste, entre les deux, c'est Pétain qui a été mis en avant car Weygand était trop marqué à droite.

### La conférence de Briare: le divorce accentué avec les Britanniques (13 juin 1940)

#### Refus britannique de donner toute la RAF dans la bataille
Le 11 juin, se déroule à Breteau, dans le château du Muguet, non loin de Briare dans le Loiret, un conseil suprême interallié auquel participent Churchill et Eden. Au cours de ce conseil apparaissent des tensions entre Français et Britanniques, mais également des fractures entre les militaires et les dirigeants politiques français. Weygand demande l’intervention de toute la RAF, seule susceptible selon lui de changer le cours de la bataille. Devant le refus de Churchill, qui a besoin de ses vingt-cinq escadrilles de chasse pour la défense ultérieure du Royaume-Uni, l’alliance franco-britannique se brise. Churchill obtient néanmoins de Paul Reynaud l'assurance qu'aucune décision définitive du Gouvernement français ne sera prise sans en référer aux Britanniques, et lui promet que le Royaume-Uni vainqueur restaurera la France « dans sa dignité et sa grandeur ». Il note dans ses mémoires que Pétain et Weygand auraient dû avoir honte de réclamer des escadrilles supplémentaires de la RAF alors que le premier a déjà rédigé une note suggérant de demander un armistice (sans l’avoir encore donnée à Reynaud).
Paul Reynaud est partisan de la poursuite de la guerre. L'idée du réduit breton étant abandonnée, il envisage la poursuite du combat dans l'Empire colonial, alors que le maréchal Pétain et le général Weygand sont partisans d’un armistice rapide pour éviter l’anéantissement et l'occupation totale du pays. Paul Reynaud rappelle à Weygand que la décision d'un armistice est d'ordre politique et ne relève pas du généralissime. Reynaud propose à Weygand de capituler, ce qui est acte militaire, ce que ce dernier refuse car cela aurait pour effet d'exempter le politique de ses responsabilités et au nom de l'honneur de l'Armée,, mais permettrait au gouvernement et aux Français voulant se battre de continuer la lutte, situation déjà existante à cette date pour les Pays-Bas ou la Belgique, les gouvernements de ces deux pays s'étant exilés en Angleterre à la suite de la capitulation de leurs forces rejoints par ceux de la Hollande, de la Pologne et de la Norvège. De ce fait, la France sera le seul pays d'Europe à accepter volontairement les conditions de l'Allemagne nazie.

#### Divergences de conceptions
Aussi bien Winston Churchill que le général de Gaulle décriront dans leurs mémoires un Weygand défaitiste, ,, anglophobe et antirépublicain. Churchill remarque que le seul membre du Gouvernement français à ne pas sombrer dans le pessimisme total est Charles de Gaulle, dont Weygand a signé fin mai la promotion au grade de général (à titre temporaire). Comme Churchill, de Gaulle raisonne en termes planétaires et ne limite pas ce conflit, qu'il conçoit mondial, à un simple enjeu franco-allemand. Weygand croit, au contraire, n'assister qu'à un nouvel épisode d'un cycle historique commencé en 1870, et, comme le maréchal Pétain, il s'en tient à une vision purement hexagonale, étrangère par ailleurs à la nature du nazisme et au danger de voir la France asservie durablement dans le cadre d'une Europe hitlérienne.
En 2009, l'historien Éric Roussel estime à ce sujet que Pétain et Weygand (âgés respectivement de 84 et 73 ans) sont, en mai-juin 1940, « sclérosés intellectuellement. »

### Partisan pionnier de l'armistice et ministre du gouvernement Pétain

#### Le débat: cessez-le-feu, armistice, capitulation
Lors des conseils des ministres qui se déroulent du 12 au 16 juin, Weygand est le premier à exiger un armistice avec l'Allemagne (alors qu'il n'est que généralissime et que cette décision appartient au seul gouvernement). Il s'acharne avec virulence sur cette nécessité, pour des raisons militaires mais également selon lui civiles. Avec la déroute des armées françaises, accompagnée de l'exode des populations belge et française, Weygand craint que le désordre ne se répande dans la totalité du pays. Pour lui, la classe politique est responsable d'une défaite, ne tenant pas compte des hautes responsabilités militaires qu'il a eues depuis la fin de la Grande Guerre et de l'État Major français dont les conceptions stratégiques et tactiques n'ont pas évolué depuis la Première Guerre mondiale 1914-1918 tout en intégrant difficilement et de manière limitée les évolutions technologiques type char, aviation et radio notamment. Crémieux-Brilhac précise qu'« un armistice est un acte politique qui n'engage que les politiques, il implique le maintien d'une souveraineté nationale et il devrait permettre de sauver assez de restes de l'armée pour maintenir l'ordre ». En souhaitant un armistice, Weygand veut que les politiques prennent leurs responsabilités et que la France continue d'exister légalement. Une fois l'armistice signé, Weygand se battra toujours pour rester dans le cadre de celui-ci et c'est ce qui lui permettra de mettre sur pied l'armée d'Afrique qui assurera la présence de la France aux côtés des Alliés à partir de 1942.
Le 12 juin au soir, au château de Cangé près de Tours, où la présidence de la République s'est réfugiée, il défend l'idée d'armistice, se prévalant de l'accord de tous les généraux d'armée. Il se montre « impétueux, incisif, insultant même à l'égard d'hommes politiques qu'il déteste » et les hommes politiques le lui rendent bien.
Désormais en conflit ouvert avec Weygand, Reynaud lui objecte que « nous n'avons pas affaire à Guillaume Ier, vieux gentilhomme, qui vous prenait l'Alsace-Lorraine et tout était dit, mais à Gengis Khan. Il ne nous est pas possible de solliciter un armistice qui serait déshonorant et entièrement inutile. » Pour Reynaud la capitulation militaire est moins déshonorante ; Weygand s'oppose à cette option car contraire à l'honneur militaire et passible de la cour martiale.
Au Conseil des ministres qui se tient au même endroit le lendemain soir, Weygand revient à la charge et « se fait agressif (…) Sa fureur d'en finir, son âpreté lui valent des rappels à l'ordre. » S'appuyant sur une fausse information qu'il n'a pas vérifiée, il invoque ce soir-là l'installation à l'Élysée du chef communiste Maurice Thorez, qui serait revenu d'URSS dans les fourgons de la Wehrmacht. C'est ce qu'indique Crémieux-Brilhac dans le tome I Des Français de l'An 40.
En fait, selon Destremau, Weygand reçoit, lors du conseil des ministres, l'information qu'un coup d'État communiste a lieu à Paris. Pendant la pause du conseil, il téléphone au général Dentz, gouverneur militaire de Paris, qui dément ; de son côté le ministre de l'Intérieur Mandel téléphone au préfet de Paris qui lui dit que la situation est calme. Lorsque le Conseil des ministres reprend, Weygand fait part au président Lebrun et aux autres ministres que la situation est calme dans la capitale, ce qui est confirmé par Mandel. Plusieurs ministres ont confirmé la manière dont cet événement s'était déroulé lors de la Commission d'enquête parlementaire en 1947. Le président du Conseil Paul Reynaud, qui préfère un cessez-le-feu ou une capitulation, lui oppose des arguments politiques :
- le danger du nazisme,
- les accords qu'il a conclus en personne le 28 mars avec le Royaume-Uni sans en aviser le Conseil, qui interdisent toute paix séparée,
- ou encore l'espoir que les États-Unis répondent positivement aux demandes répétées de soutien militaire.

Pour la première fois, le maréchal Pétain soutient ouvertement Weygand, invoquant l'ignorance des civils quant aux questions d'ordre militaire, et annonçant que « le renouveau français, il faut l'attendre en restant sur place plutôt que d'une reconquête de notre territoire par les canons alliés à une date impossible à prévoir. » Le Gouvernement se divise mais s'accorde sur une motion modérée de Camille Chautemps.

#### Un armistice pour éviter la capitulation
Le 15 juin, à Bordeaux, où se trouve désormais le gouvernement, Paul Reynaud, appuyé par Georges Mandel évoque une possibilité de poursuivre la lutte au côté du Royaume-Uni : l'armée capitulerait en métropole pendant que Gouvernement et Parlement gagneraient l'Afrique du Nord. Weygand refuse violemment cette solution qu'il juge contraire à l'honneur militaire.
Il fait observer aussi qu'une capitulation entraînerait l'occupation de tout le territoire, la reddition de toutes les troupes et la saisie de toutes les armes, y compris de la flotte. Comme Pétain, il juge inconcevable que le Gouvernement quitte la métropole. Il déclare à Reynaud que « le Gouvernement a pris la responsabilité de la guerre, à lui de prendre la responsabilité de l'armistice. » Selon l'analyse de l'historien Jean-Pierre Azéma, il s'agit là d'une prise de position politique sans précédent depuis le XIXe siècle de la part d'un chef militaire : « par la bouche de Weygand, c'était la « grande muette » qui faisait irruption et rompait le pacte politique tacitement conclu — depuis l'affaire Dreyfus — entre l'armée et la nation. » Après-guerre le président Lebrun dira de lui :
« Ah ! Quel malheur quand, dans l'extrême péril, ce sont les généraux qui se refusent à combattre ! ».
Le 16 juin, à un collaborateur du député Louis Marin qui évoque une possible résistance depuis les colonies françaises, Weygand répond crûment : « c'est un ramassis de nègres sur lesquels vous n'aurez plus de pouvoir dès que vous serez battu ».
Au dernier Conseil des ministres du gouvernement Reynaud, Weygand contribue à faire échouer le projet d'union franco-britannique proposé depuis Londres par Winston Churchill et Jean Monnet, et fait pression pour qu'une décision soit prise rapidement au sujet de l'armistice. De plus en plus isolé, Paul Reynaud démissionne auprès du président Lebrun au soir de ce 16 juin et lui recommande Philippe Pétain pour former le nouveau gouvernement. Pétain annonce le 17 juin que la France s'informe par l'intermédiaire de l'Espagne des conditions d'armistice émises par l'Allemagne et déclare à la radio qu'« il faut cesser le combat » (alors que des troupes démoralisées se battent toujours). Le même jour, Weygand est nommé ministre de la Défense nationale. Charles de Gaulle, sous-secrétaire d'État sous Reynaud, perd son portefeuille ; il accompagne le général Edward Spears en Angleterre alors que celui-ci cherche à recruter des hommes politiques français de premier plan pour continuer la lutte auprès de l'Angleterre.
Le général Noguès adresse un télégramme à Weygand avant la signature de l'armistice au sujet de l'état d'esprit régnant en Afrique du Nord : "L'Afrique du Nord tout entière est consternée. Les troupes de terre, air, mer, demandent à continuer la lutte pour sauver l'honneur et conserver l'Afrique du Nord à la France. En admettant même qu'elle nous soit laissée, nous perdrions la confiance des indigènes à jamais si nous ne faisions pas un geste de ce genre". Le député Pierre Dhers, au moment de la commission parlementaire sur les événements survenus entre 1933 et 1945, a résumé la position de Weygand - et celle de Reynaud - à l'égard d'une poursuite des combats depuis l'Afrique du Nord : "Le tout était de le vouloir, ce qui ne fut pas le cas du général Weygand, et de le vouloir en temps utile, ce qui ne fut pas le cas de M. Paul Reynaud".
Avant d'engager des négociations d'armistice, Weygand prend deux décisions : il ordonne le transfert au profit du Royaume-Uni de tous les contrats d'armement passés par la France auprès des industries d'armement américaines, ainsi que la livraison dans les ports britanniques de tous les armements en cours d'acheminement, alors que les ports français étaient sous contrôle allemand[réf. non conforme], puis le transfert en Afrique du Nord de tous les avions en état de vol, soit 600 appareils, pour une éventuelle reprise des combats[réf. non conforme] ; en effet il ne cessera de répéter tout au long de la guerre que l'armistice est « un arrêt momentané des combats ».
En tant que nouveau ministre de la Défense, Weygand donne à la délégation française dirigée par le général Huntziger, avant son départ pour Rethondes, des instructions concernant la Flotte et son maintien sous contrôle français. Ayant pris connaissance des conditions d'armistice édictées par les Allemands, Huntziger en rend compte à Weygand, le 21 juin 1940 à 20 h, au cours d'un long entretien téléphonique où il dicte le texte intégral de la convention, aussitôt transmise au Conseil des ministres réuni à Bordeaux. Lors des pourparlers qui se déroulent toute la journée du 22, entrecoupés de nouvelles communications téléphoniques entre Huntziger et Weygand, la délégation française ne peut obtenir que deux modifications : l'article 5 sur la livraison des avions militaires et l'article 17 sur les transferts de valeurs et de stocks, sont amendés. Les Allemands refusent toute autre concession, en dépit des protestations françaises, en particulier sur l'article 19 concernant le droit d'asile et sur l'Italie (la France n'ayant pas été vaincue dans les Alpes). À la suite de l'ultimatum reçu à 18 h 34 du chef de la délégation allemande, le général Keitel, Weygand transmet à Huntziger, à 18 h 39, l'ordre de signer l'armistice.
Le 19 juin, Weygand ordonne au général de Gaulle de revenir de Londres, ignorant délibérément l'invitation à poursuivre le combat que ce dernier lui adresse,,.
Après la réponse de de Gaulle (« Il n'y a pas actuellement d'armistice possible dans l'honneur »), Weygand rétrograde de Gaulle du rang de général à titre temporaire à celui de colonel, puis convoque un tribunal militaire qui le condamne à quatre ans de prison. Sur appel a minima du ministre, le tribunal militaire de la 13e région siégeant à Clermont-Ferrand le 2 août 1940 condamne de Gaulle à la peine de mort, à la dégradation militaire, et à la confiscation de ses biens,.

### Gouvernement de Vichy

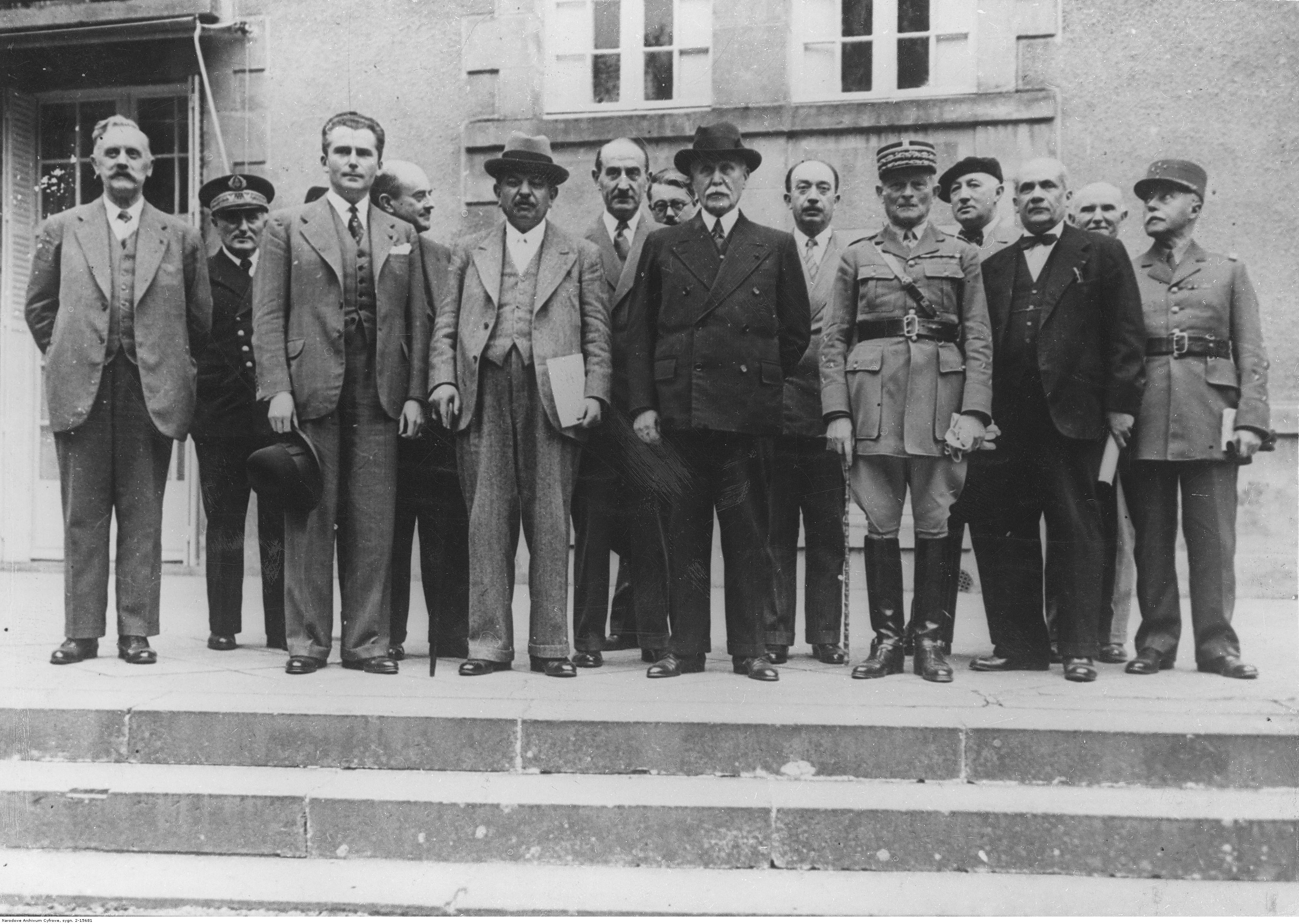
Le « chef de l'État français » et le premier gouvernement du régime de Vichy, photo probablement prise en juillet 1940 sur la terrasse du pavillon Sévigné à Vichy. De gauche à droite : Pierre Caziot, François Darlan, Paul Baudouin, Raphaël Alibert, Pierre Laval, Adrien Marquet, Yves Bouthillier, Philippe Pétain, Émile Mireaux, Maxime Weygand, Jean Ybarnégaray, Henry Lémery, François Piétri, Louis Colson.

#### À l'origine de la «révolution nationale»
Bien qu'il soit légaliste, les positions antiparlementaires et antidémocratiques du général Weygand, clairement exprimées dans sa note du 28 juin 1940 (lue et approuvée par Pétain),, ont exacerbé les rumeurs d'un possible coup d'État militaire et poussé les parlementaires vers le vote des pleins pouvoirs à Pétain et la fin de la IIIe République. Selon le témoignage du questeur Barthe : « J'ai l'intime conviction que plusieurs centaines de parlementaires, dont je suis, d'abord hésitants, furent entraînés à accorder la confiance au "loyal Pétain" par peur du réactionnaire Weygand ». Les paroles que prononce Laval lui-même le 8 juillet devant les députés confirment cette thèse. Laval déclare en effet : « Vous redoutez la dictature ? Rassurez- vous. Je suis ici devant vous pour défendre le pouvoir civil ».
Weygand occupe le poste de ministre de la Défense nationale dans le Gouvernement de Vichy, pendant trois mois (juin 1940 à septembre 1940).
Le 28 juin, il rédige un programme approuvé par Pétain, à consonance fortement corporatiste, cléricale et xénophobe. Il explique la nécessité de libérer la France « d'un régime de compromissions maçonniques, capitalistes et internationales qui nous a conduits où nous en sommes », blâme « la lutte des classes qui a divisé le pays, empêché tout travail profitable, permis toutes les surenchères de la démagogie ». Il prône « un nouveau régime social, fondé sur la confiance et la collaboration entre ouvriers et patrons. » Il déplore qu'en raison de la baisse de la natalité, la défense nationale ait été assumée par « une proportion inadmissible de contingents nord-africains, coloniaux et étrangers », et dénonce « des naturalisations massives et regrettables [qui ont] livré une partie de notre sol et de nos richesses à des exploitants étrangers ».
Il affirme enfin qu'il faut réformer l'éducation de la jeunesse, mettre fin à « la vague de matérialisme qui a submergé la France », « revenir au culte et à la pratique d'un idéal résumé en ces quelques mots : Dieu, Patrie, Famille, Travail. » Il conclut en demandant une épuration de l'administration et du personnel dirigeant : « À un programme nouveau, des hommes nouveaux. ». Henri Amouroux, dans Pour en finir avec Vichy, souligne, contrairement à un biographe de Weygand, Bernard Destremau, l’allusion antisémite contenue dans les mots « capitalistes et internationales » ; il rappelle également que Weygand avait participé à une souscription en 1898 en faveur du commandant Hubert Henry, officier français auteur de forgerie de faux documents (faux Henry) accusant le capitaine Alfred Dreyfus.

#### Refus d'une alliance avec l'Allemagne
À la suite de la bataille de Mers el-Kébir (3 au 6 juillet 1940) où une partie de la flotte française est détruite par les Britanniques, il s'oppose à ceux qui souhaitent venger cette agression par un renversement d'alliance en faveur de l'Allemagne. Le 16 juillet, il s'oppose également aux Allemands qui exigent des bases aériennes au Maroc, l'utilisation des ports d'Afrique du Nord avec l'usage de la voie ferrée de Rabat à Tunis ainsi que l'emploi de navires de commerce français.
Début juillet 1940, par échange de notes avec l'ambassadeur du Royaume-Uni, il demande à Jean Monnet de résilier les achats d'armements contractés par la France auprès des États-Unis, et de transférer aux Britanniques les armes déjà fabriquées et payées.

#### Strict respect des conventions d'armistice
Le 5 septembre, il est nommé Délégué général en Afrique française. Dans le strict respect des conventions de l'armistice, il doit s'opposer à toute intrusion, qu'elle soit amie ou ennemie, qu'elle vienne des Britanniques ou des Allemands. Le même jour, alors qu'il doit effectuer une visite d'inspection de la base aérienne, il sort légèrement blessé lors de l'accident de son avion (Amiot 143) à l'atterrissage, près de l'aérodrome de Limoges-Feytiat, à Panazol. Immobilisé un mois, il ne rejoint l'Afrique que le 9 octobre, après la bataille de Dakar. Il s'emploie dès lors à enrayer l'extension de la dissidence de De Gaulle, auquel se sont déjà ralliés le Cameroun, le Tchad, le Congo ou l'Oubangui Chari (Afrique française libre).

#### Appui à la révolution nationale antisémite et xénophobe
Hostile aux pratiques politiques de la Troisième République, il participe au projet de révolution nationale de Pétain et son projet social,, et applique la politique de Vichy dans toute sa rigueur en Afrique du Nord.
En particulier, il fait appliquer la politique antisémite des Allemands et du gouvernement de Vichy et les lois raciales décidées par le gouvernement de Vichy, notamment celles qui excluent les Juifs de la fonction publique, de presque toutes les activités privées et de l'université, et qui placent leurs biens sous séquestre.
Mais il va plus loin que le régime de Vichy, en excluant, sans aucune loi, les enfants juifs des écoles et lycées, avec l'appui du recteur Georges Hardy. Il instaure en effet, par une simple note de service no 343QJ du 30 septembre 1941 un numerus clausus scolaire excluant la quasi-totalité des enfants juifs des établissements publics d'enseignement, y compris des écoles primaires, « par analogie avec la législation de l’Enseignement supérieur », alors que des mesures semblables n'avaient pas été prises en métropole.
Il interdit la franc-maçonnerie, et enferme, avec l'appui de l’amiral Abrial, dans des camps de prisonniers du Sud de l'Algérie et du Maroc, les volontaires étrangers de la Légion étrangère, les opposants au régime, réels ou présumés, et des réfugiés étrangers sans contrat de travail (bien que régulièrement entrés en France).

#### Opposition à une collaboration avec l'Allemagne
Le Royaume-Uni ayant résisté victorieusement, contrairement à ses prévisions initiales, il persiste à penser, avec le maréchal Pétain, que, même si le Royaume-Uni n'allait pas être battu, il était incapable de gagner la guerre. Weygand partage le point de vue de Pétain qui avait prédit au diplomate américain Robert Murphy qu'il n'y avait « pas d'autre issue possible » au conflit qu'une paix « sans vainqueur ni vaincu ». Au cours de l'été 1941, Weygand s'adresse au même diplomate américain pour presser les États-Unis d'user de leur influence au niveau mondial pour permettre une sortie pacifique de cette impasse.
Au sein du gouvernement de Vichy, Weygand reste hostile aux Allemands, et conçoit la révolution nationale comme un moyen pour la France de se redresser moralement et matériellement et de prendre un jour sa revanche contre l'Allemagne. Cette vision n'est cependant ni celle de Darlan, ni de Laval, ni de Pétain lui-même, qui ne jouent jamais que la carte allemande, et qui savent que le régime de Vichy ne peut exister que dans le cadre d'une France défaite et d'une Europe dominée par le Reich.
Weygand, par ses protestations auprès du gouvernement de Vichy, s'oppose aux protocoles de Paris du 28 mai 1941 signés par Darlan, et notamment la clause qui attribue aux Allemands les bases de Bizerte et de Dakar. Il s'oppose à l'engagement d'une collaboration militaire éventuelle avec l'Axe. Le gouvernement d'Hitler cherche à détacher la France de Vichy de sa passivité vis-à-vis de l'Angleterre en engageant Pétain à allier ce qui reste des forces françaises avec les armées allemandes et italiennes pour une guerre commune contre toute attaque alliée sur un territoire français, que ce soit en métropole ou ailleurs dans l'Empire. Cette opposition de Weygand à une politique de collaboration active pousse les Allemands à réclamer son limogeage, et même à envisager son élimination physique.

#### En Afrique du Nord, armée française maintenue dans l'inaction

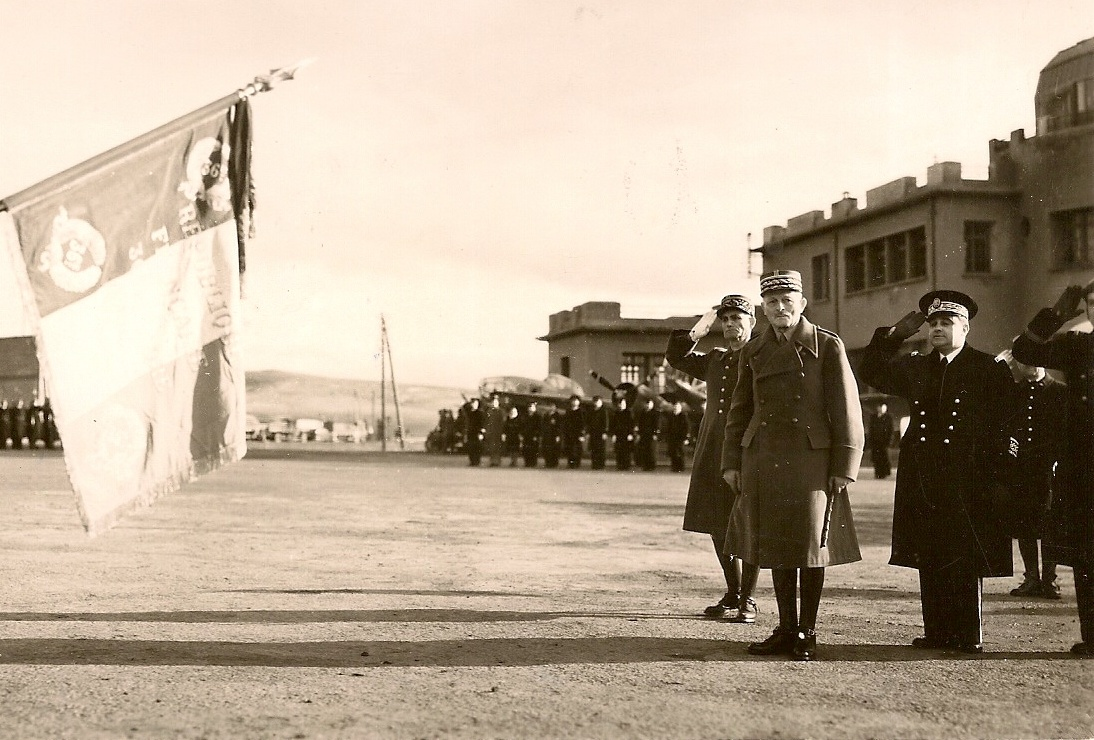
Inspection du général Maxime Weygand à la BA144 de Sétif Aïn Arnat en 1940 avec le général Noguès et l'amiral Abrial: salut aux couleurs.

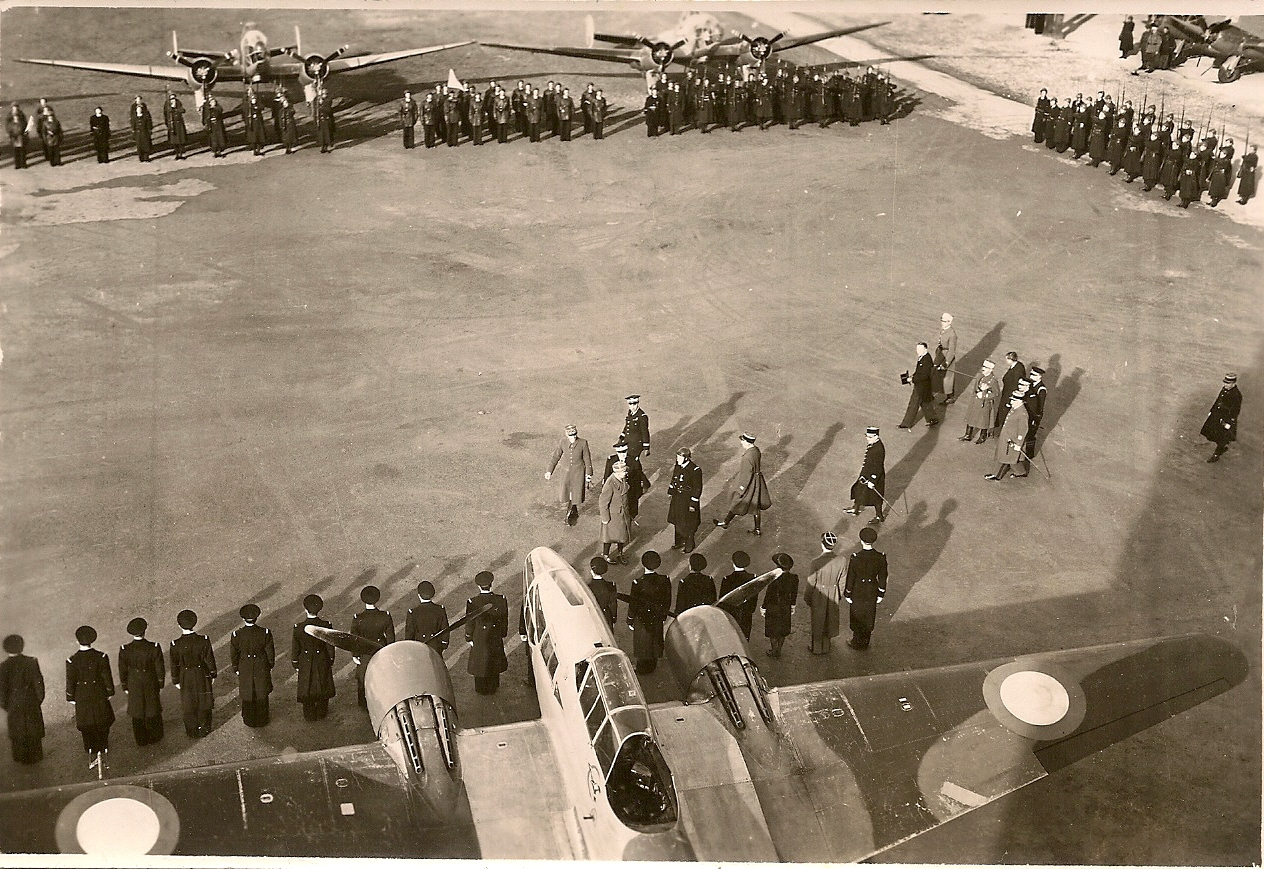
BA144 Sétif Aïn Arnat : prise d'armes lors de la visite de Weygand en 1940. Avions Potez 63-11.

Weygand fait dissimuler certains effectifs et armements aux Commissions d'armistice allemande et italienne. Il s'efforce aussi, après les attaques de Mers-El-Kébir et de Dakar, de renforcer l'Armée française d'armistice en Afrique, et donne son accord à René Carmille pour l'équipement mécanographique des bureaux de recrutement. Il fait aussi passer certaines unités coloniales pour de simples forces de police, et tente de remobiliser les esprits, avec notamment la création des « Chantiers de la jeunesse française » (créés par le général de La Porte du Theil), qui, dans un strict maréchalisme, tentent d'habituer la jeunesse à un nouvel ordre moral. Pierre-Étienne de Perier devient son chef d'état-major,,,.
Simultanément, Weygand soutient Robert Murphy, envoyé spécial du président Roosevelt en Afrique du Nord, permettant l'implantation de douze vice-consuls qui seront les agents efficaces du débarquement. Il négocie avec les Américains des conditions de ravitaillement, conduisant à un accord signé avec Murphy le 26 février 1941. Le 27 décembre 1941, le président Roosevelt écrivait au général Weygand une lettre lui disant toute sa confiance et sa reconnaissance. Elle a été reproduite par Georges Hirtz.

#### Maréchaliste
Cependant, Weygand montre une soumission complète au maréchal.  Lorsqu'il apprend, à la suite d'une dénonciation, que quelques officiers de son entourage (le commandant Faye, le commandant Dartois et le capitaine Beaufre, du réseau Alliance) préparent à son intention un plan de rentrée en guerre avec une aide militaire américaine, il les fait arrêter et livrer à Vichy, en disant : « Ce n'est pas à mon âge qu'on devient un rebelle. » (Le commandant Faye sera exécuté le 30 janvier 1945 au camp de concentration de Sonnenburg à l'âge de 45 ans).
En octobre 1941, peu après la campagne de Syrie à la suite de laquelle un cinquième des effectifs a rallié la France libre, il exige des soldats de l'Armée d'Afrique de prêter serment au maréchal Pétain.
Les pressions de Hitler sur le gouvernement de Vichy afin d'obtenir le renvoi de Weygand aboutissent finalement à son rappel en métropole en novembre 1941.

### Détention par les Allemands
Le 20 novembre 1942, après le débarquement américain en Afrique du Nord et l'invasion de la zone libre par la Wehrmacht qui s'est ensuivie, Weygand est fait prisonnier par les Allemands et placé en résidence surveillée dans le Tyrol autrichien, au château d'Itter (dépendant administrativement du camp de concentration de Dachau mais sans comparaison des conditions de détention). Sa détention va durer trente mois. La dernière année, il partage sa captivité avec Paul Reynaud, Édouard Daladier et Maurice Gamelin, avec qui les rapports sont tendus, ainsi qu'avec Albert Lebrun, le colonel François de La Rocque et Jean Borotra.
En mai 1945, les prisonniers sont libérés par les Américains et Weygand est reçu avec tous les honneurs dus à son rang au QG de la VIIe armée américaine à Augsbourg où il est l'hôte du général Patch. Ayant reçu un télégramme de Paris lui enjoignant de s'assurer de la personne de Weygand et de le garder sous surveillance américaine jusqu'à nouvel ordre, Patch, indigné, fait conduire avec égard le général au QG de la Ire armée française à Lindau. À leur arrivée, le général de Lattre reçoit l'ordre de de Gaulle d'arrêter les personnalités ayant eu des fonctions au sein des gouvernements du régime de Vichy, ordre qui concerne Weygand et Jean Borotra. De Lattre exécute avec répugnance cet ordre et arrête son « vieux chef », non sans lui avoir fait rendre les honneurs militaires et mis sa voiture personnelle à disposition.

### Non-lieu à la Libération
Renvoyé en France, Weygand est d’abord interné comme prévenu de collaboration au Val-de-Grâce, puis finalement libéré en mai 1946, dégagé de toute responsabilité et relevé de l'indignité nationale, en bénéficiant en mai 1948 d'un non-lieu sur tous les chefs d'accusation décidé par la commission d'instruction de la Haute Cour de Justice.

## Après la Seconde Guerre mondiale

### Proposition du maréchalat sous laIVeRépublique
En 1951, il refuse d'être inscrit dans la proposition de loi concernant la promotion de généraux au maréchalat, son nom ayant été proposé par le député Guy Jarrosson, auteur du projet de loi, aux côtés des généraux Jean de Lattre de Tassigny et Alphonse Juin. À ce sujet, il déclara : 

« Une tradition s'est établie en France : seuls les chefs militaires qui ont conduit leurs troupes à la victoire reçoivent le bâton de maréchal. C'est le cas des généraux Juin et de Lattre de Tassigny. [...] Mon cas est bien différent. Si j'ai rendu des services jadis, le dernier conflit n'a été pour moi qu'une série d'épreuves, plus cruelles les unes que les autres. Je me suis efforcé, en Afrique, de préparer la revanche de l'armistice de 1940, mais ce n'est pas l'acte de commandement devant l'ennemi que récompense le bâton de maréchal. Même si cet honneur m'était offert, ma conscience me commanderait de l'écarter. »

En 1955, à la suite de la publication par le général de Gaulle du premier tome de ses Mémoires de guerre, Weygand répond point par point dans un ouvrage concis, maintenant son hostilité envers le général de Gaulle, En lisant les Mémoires de guerre du général de Gaulle que Flammarion tire à 35 000 exemplaires.

### Engagement politique dans la mouvance «nationale»
Le général Weygand s'est opposé au projet de Communauté européenne de défense dès 1952 : « Nous pensons que la création de l'armée européenne telle qu'elle est conçue démembre l'armée française et conduit la France à des abandons d'une exceptionnelle gravité ». En 1954, à la demande de Michel Debré, il cosigne une déclaration de 14 personnalités contre la CED. Cette même année, il cosigne un appel international demandant un renforcement de l'OTAN et une communauté atlantique plus resserrée et adhère au comité français du Mouvement pour l'Union atlantique, présidé par Firmin Roz puis par le général Pierre Billotte. Il cosigne en 1962 un nouvel appel international à une union atlantique. Lors d'une réunion parisienne du Mouvement pour une union atlantique en 1956, il conteste les conclusions de Raymond Aron qui affirme qu'il « faudrait reconnaître tôt ou tard (…) qu'il y aura un État algérien et que dans un délai à fixer il sera indépendant » et écrit au Monde pour s'indigner d'un compte-rendu qui ne signalait pas assez les contestations apportées aux conclusions d'Aron. Il est en effet alors convaincu que c'est en Afrique du Nord que se « joue aujourd'hui le destin de la France ».
Il prend position pour l'Algérie française. Il s'en prend implicitement au général de Gaulle en octobre 1959 dans une déclaration à la presse : « Ni la Constitution de la République française, ni les principes d'indivisibilité et de souveraineté sur lesquels elle repose, n'autorisent qui que ce soit à porter atteinte à l'intégrité du territoire national ». Ce militaire légaliste s'oppose à la Semaine des barricades de janvier 1960 : « ce fut une folle aventure, d'où ne pouvait sortir que du mal », déclare-t-il lors d'une conférence donnée à l'Institut catholique sur l'armée. En juin 1962, il sort du silence auquel il s'était astreint pour prendre position en faveur des Harkis : « Si nous abandonnons sans dire mot à leur sort affreux les musulmans d'Algérie qui ont fait foi à la parole donnée au nom de la France, l'honneur de notre pays sera perdu ». Il figure ensuite au comité de patronage de l'Union française pour l'amnistie. Et à celui du pèlerinage de Chartres initié par le colonel Rémy en 1963, bien qu'il ait failli refuser d'y figurer car il ne voulait pas s'associer à un événement qui aurait pu être favorable au général de Gaulle :

« S'il s'agit de réconciliation avec l'homme le plus trompeur et le plus malfaisant qui ait gouverné la France, je n'en suis pas. J'ai le sentiment d'avoir pardonné chrétiennement les injures et le mal faits à ma personne. Mais je lui pardonne nullement ses mensonges, son escroquerie historique, et tout le mal et tout l'immense dommage fait à la France dans les domaines des politiques intérieure et extérieure. »

Ses prises de position sont publiées aussi bien dans la vénérable Revue des deux Mondes, fief de la droite académique à laquelle il appartient, que dans Le Monde, par exemple en 1956 sur le refus « d'éliminer l'emploi de l'énergie nucléaire à des fins militaires » car il s'agit d'« une question de vie ou de mort », la revue Fédération ou l'hebdomadaire néo-royaliste La Nation française.
Il préside durant quelques années, à partir de 1950, le Centre des hautes études américaines d'Achille Dauphin-Meunier ; il lance dans son bulletin un appel à « la réconciliation des Français ». Il est ensuite président émérite. Ce Centre célèbre ses anniversaires : en 1956, alors qu'il est présidé par Pierre-Étienne Flandin, il organise un déjeuner pour les 89 ans du général Weygand. Parmi les présents : le maréchal Juin, que Weygand a parrainé pour son entrée à l'Académie française, d'autres académiciens et membres de l’Institut, l'ambassadeur des États-Unis Douglas Dillon et de « nombreuses personnalités des milieux politiques et économiques ». Weygand demande au gouvernement de faire preuve de fermeté dans ses négociations avec le Maroc et la Tunisie ; il souhaite seulement l'autonomie interne pour le Maroc. Ce Centre célèbre aussi son 95e anniversaire, en mai 1962 : l'ancien ministre Georges Bonnet, son président, ainsi qu'Alphonse Juin et Henri Massis louent ses hauts faits et le présentent comme un « grand serviteur de l'État » et un « défenseur de l'Occident chrétien »,.
Jusqu'à son décès, Weygand milite pour la réhabilitation du maréchal Pétain et de sa mémoire, comme président d'honneur de l'Association pour défendre la mémoire du maréchal Pétain (ADMP), de sa fondation à son décès en 1965. Il est notamment actif à l'occasion du centenaire de la naissance du maréchal en 1956 : il préside son comité et participe aux cérémonies organisées par l'ADMP. Ces cérémonies, selon Weygand, célèbrent l’action de Pétain à Verdun mais aussi durant l’Occupation — celle d’un homme à qui la France a donné un pouvoir « légitime s’il en fut », qui a mené la « tâche gigantesque » qui lui a été confiée, jusqu’au « martyre ». Avec aussi des préoccupations plus actuelles puisque Weygand appelle à se tourner « vers l’Afrique du Nord où tant de nos soldats et de nos Chefs mènent (…) une lutte ingrate et sans merci de la part de nos adversaires ».
Il patronne l’une des manifestations de la très anticommuniste Union pour la défense des peuples opprimés (UDPO) de François de Romainville en 1953, et collabore à son périodique, Exil et liberté dans les années 1950. Il renoue aussi avec le Cercle Fustel de Coulanges reconstitué ; il préside son premier banquet de l'après-guerre en 1954.
Il est également président d'honneur d'autres associations :
- Les « Amitiés franco-espagnoles », association fondée en 1951 et présidée par Henri Massis avec comme vice-présidents Gustave Thibon et le banquier royaliste Marcel Wiriath[156],[157].
- Le Cercle Lyautey, un petit groupement de jeunes[158],[159].
- L'Association universelle des Amis de Jeanne d'Arc, à partir de 1953.
- Le Centre d'études politiques et civiques (CEPEC), dès sa fondation en 1954. C'est un club de réflexion patronal où l'on retrouve René Gillouin, aux côtés de patrons pétainistes comme Georges Laederich, en relation avec Weygand depuis l'avant-guerre, et d'intellectuels catholiques tel Louis Salleron. Le CEPEC, comme aussi l'Union des intellectuels indépendants (mais plus discrètement), célèbre son 90e anniversaire en 1957, au Cercle militaire, avec une journée d'hommage qui attira 500 personnes pour le banquet et plusieurs centaines d'autres personnes[160]. Avec les dirigeants du CEPEC, il cosigne un appel au lendemain du coup d'État du 13 mai 1958 déclarant qu'« aucune mère ou épouse ne pourrait voir un factieux dans celui qui la défend en Algérie »[161].

### Un héraut de la droite catholique traditionnelle
Membre du comité d'honneur du Comité pour la sauvegarde des lieux saints,, c'est un habitué des séances de rentrée de l'Institut catholique de Paris, aux côtés de Mgr Feltin.
Il cosigne en 1956 un manifeste invitant tous les Français à se grouper « en face du déferlement mondial de la vague matérialiste et marxiste » pour combattre jusqu'au bout « pour leur foi et leur foyer », aux côtés de personnalités de la droite catholique comme Gustave Thibon, Léon Bérard ou Henry Bordeaux. Il préside en mai de la même année des « journées d'études civiques » consacrées à Jeanne d'Arc à l'occasion des cérémonies en l'honneur de la sainte, célèbre l'alliance traditionnelle entre catholicisme et patriotisme, dans le contexte de « l'abaissement de la France » et du « glissement de l'État » : « Restons fidèles à Dieu, au patriotisme dont elle nous a légué la leçon, simple, humain, sain, dégagé de toutes subtiles discussions, inconditionnel. (…) Affirmons notre foi dans la vocation chrétienne et civilisatrice de la France ». Il fonde en 1957 et préside une éphémère Alliance Jeanne d'Arc, plus politique, avec Gustave Thibon, André Frossard, Léon Bérard, Marc Rivière, Jean de Bronac : elle entend faire de Jeanne d'Arc « la championne de l'Algérie française », selon les mots de Michel Winock, elle veut se consacrer « à la défense de l'honneur français, qui est exactement fonction de la fidélité à Dieu des hommes et des institutions ». Dans ses réunions, Weygand fustige « ceux qui appellent colonialisme ce qui n'est que la civilisation ». Selon lui, le « meneur de jeu » en Algérie est communiste : « On assiste à une vaste manœuvre de Moscou, dont le but est de tourner la défense occidentale par le Sud ». Il appelle à « sanctionner les défaitistes et les traîtres » et trouve légitime que l'armée française pourchasse les « rebelles » dans leurs repaires, fussent-ils à l'étranger (allusion à la Tunisie et au Maroc). Il adresse un message aux chrétiens d'Algérie dans lequel il dénonce « un effort persévérant, qui trouve des complices en France, et même parmi les chrétiens, (et qui) tâche de séparer l'Algérie de la patrie ». Il note aussi : « S'il a été commis des excès, la conscience ne saurait les approuver, mais elle ne peut pas ignorer le climat de terreur et de provocation suscité par les ennemis de la France ». Des mots qui tranchent avec les déclarations de l'épiscopat français, ce que Weygand assume.
Il soutient en 1959 l'action de Georges Sauge, qui a fondé avec Jean Damblans le Centre d’études supérieures de psychologie sociale (CESPS), une officine anticommuniste de la mouvance « nationale-catholique ». Il appuie ensuite la « Cité catholique » du militant catholique contre-révolutionnaire Jean Ousset : il préside son congrès de 1960 et, avec le colonel Rémy, Henri Massis, Gustave Thibon, Michel de Saint-Pierre, Gilbert Tournier, le maréchal Alphonse Juin et le député Édouard Frédéric-Dupont, co-signe une déclaration collective en faveur de la Cité catholique en 1962. Weygand est « attaché à la tradition, (et) il s’effrayait des conséquences d’une évolution trop rapide de la liturgie ou des environnements du dogme ; il déplorait l’indépendance du jeune clergé ». Il aurait d’ailleurs déclaré à l’amiral Gabriel Auphan, après avoir lu une nouvelle attaque contre la religion catholique traditionnelle : « Si j’étais en âge de me refaire une carte de visite, je mettrais simplement : « Weygand, intégriste » ».

### Mort et obsèques
Il meurt le 27 janvier 1965 à 98 ans des suites d'une fracture du  fémur. À sa mort, il est le doyen d'âge et d'élection de l'Académie française. Désavouant son ministre des Armées Pierre Messmer, le général de Gaulle, qui avait été condamné à mort sur appel de Weygand en juin 1940, refuse qu'une cérémonie solennelle se tienne aux Invalides.
Une foule nombreuse (entre huit et dix mille personnes) afflue à ses obsèques en l'église Saint-Philippe-du-Roule (8e  arrondissement de Paris), le 2 février, conduite par l'épouse du maréchal Juin et les veuves des maréchaux de Lattre de Tassigny et Leclerc, en présence d'une quarantaine de généraux, dont le gouverneur militaire de Paris — mais aucun des quatre chefs d'état-major généraux —, d'une vingtaine d'académiciens, du président du conseil municipal de Paris, de Pierre Lyautey, de l'avocat de Pétain et membre de l'ADMP Jacques Isorni, de personnalités politiques comme Édouard Bonnefous, Pierre-Christian Taittinger, Édouard Frédéric-Dupont ou Jean-Louis Tixier-Vignancour — le candidat « Algérie française » à la présidence de la République et ancien ministre de Vichy entre 1940 et 1941 —, accompagné de Jean Dides et du colonel Jean-Robert Thomazo. Parmi la foule, beaucoup de « Pieds-noirs », des jeunes et des quinquagénaires arborant la Francisque. Le général Jean Touzet du Vigier (vice-président du CEPEC) rendit l'hommage funèbre sur le parvis de l'église : « Certes, nous aurions souhaité rappeler ces hauts sommets de votre carrière militaire dans un cadre réservé aux gloires militaires », dit-il. « Un torrent d'ovations lui coupa la parole » selon le journaliste de L'Aurore. Le discours d'hommage de Jean Paulhan, en tant que membre de l'Académie française, est en revanche hué par une partie de l'assistance qui jugea inconvenant qu'il rappelle que Weygand « était né à Bruxelles de père et mère inconnus ».
Dans un billet du Monde, Hubert Beuve-Méry résuma le sentiment d'une partie de l'opinion : « On peut n'avoir en rien partagé les idées du disparu… il n'en reste pas moins auréolé de la gloire des vainqueurs de 14-18. Chicaner à ce compagnon de Foch, grand-croix de la Légion d'honneur et médaillé militaire, une simple messe de Requiem dans cette même église (Les Invalides) où tant de lieutenants font bénir leurs jeunes amours apparaît comme un geste sans grandeur, une injustice, une faute et l'on craint que des rancunes personnelles n'y aient plus de part que la raison d'État ». Ont protesté dans la presse contre le « refus des Invalides » Gilbert Cesbron (Le Figaro du 2 février 1965) ou le général Paul Vanuxem — « l'injure est faite à la nation, l'injure est faite à l'armée » (dans Aux Écoutes du 5 février 1965) tandis que d'autres ont brossé un portrait flatteur de Weygand dans La France catholique (Jean Guitton, Jean de Fabrègues, le maréchal Juin, Henri Massis, le général Chambe), Aspects de la France (Xavier Vallat et Gustave Thibon), Les Nouvelles littéraires (le duc de Lévis-Mirepoix), La Revue des deux Mondes (Claude-Joseph Gignoux), etc..

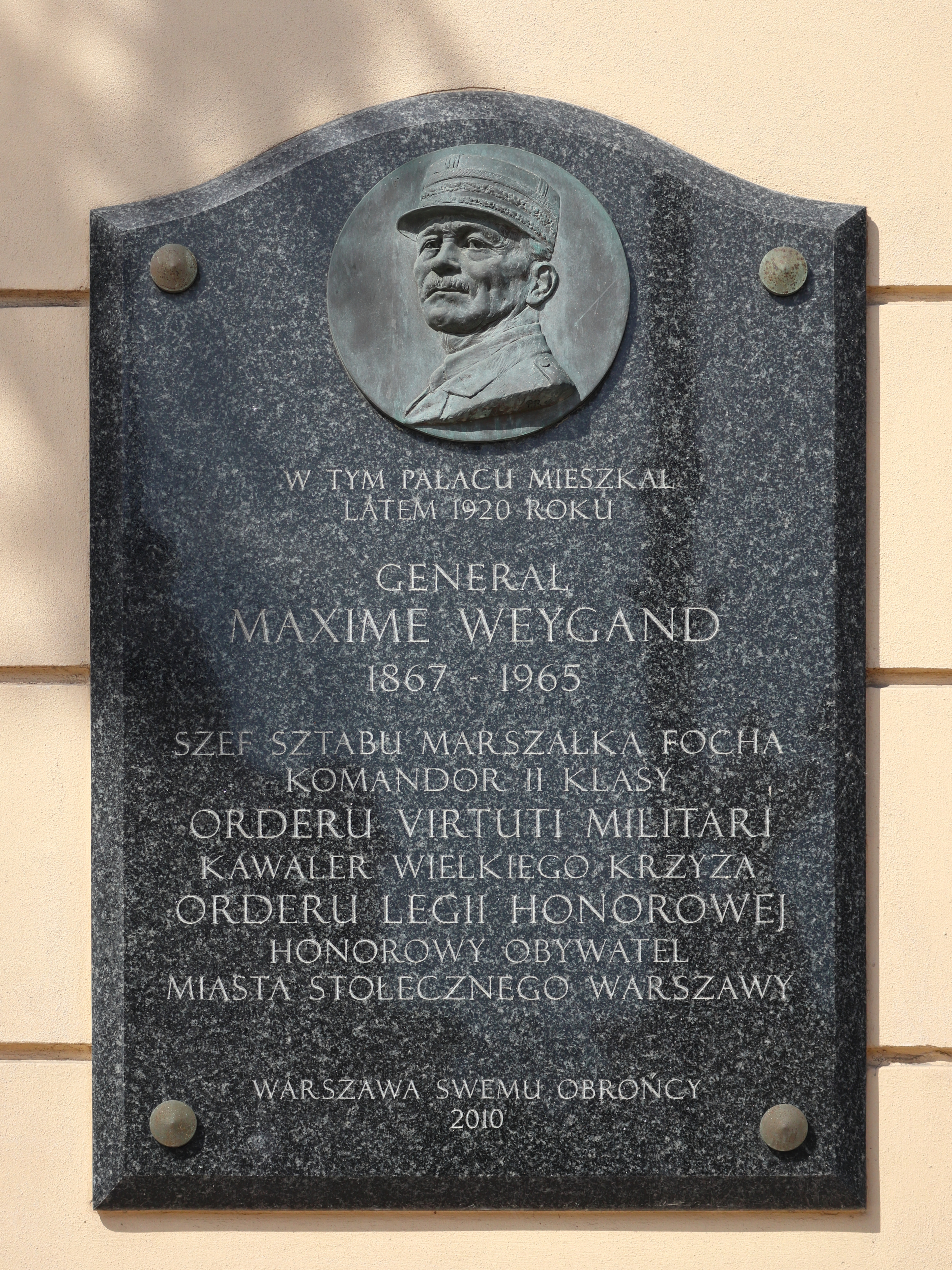
Plaque commémorative en hommage à Maxime Weygand sur la façade de l'annexe du palais Czapski à Varsovie en Pologne.

Maxime Weygand est inhumé au cimetière Saint-Charles de Morlaix, où il possédait un manoir, le 21 avril 1965. Deux mille personnes assistèrent à ses obsèques, dont les autorités locales (le préfet du Finistère, le sous-préfet de Morlaix, le préfet maritime, le maire de Morlaix, Jean Le Duc, etc.), l'évêque du diocèse Mgr Fauvel, des généraux (Lenormand, vice-président de la Saint-Cyrienne, Touzet du Vigier, qui prononce une allocution au nom de la Saint-Cyrienne et de l'Union nationale de la cavalerie, Declerck), les présidents de l'UNC du Finistère et des Côtes-du-Nord, Jean Lemaire, avocat de Pétain, Pierre Henry, secrétaire général de l'ADMP, etc..
L’année suivante, cependant, ce refus des Invalides fut réparé. Le ministre des Armées, Pierre Messmer, autorisa l’accès à l’église Saint-Louis des Invalides pour une messe de requiem, célébrée le 22 janvier 1966, et présidée par Mgr Brot, évêque auxiliaire de Paris. 23 associations d’anciens combattants ou groupements que Weygand protégeait, encourageait ou présidait l’organisèrent, insistant « sur le recueillement qui doit imprégner » la cérémonie et priant les assistants « de se refuser à toute initiative qui serait de nature » à la troubler. Une carte strictement personnelle d’invitation fut exigée à l’entrée. Y assistèrent le président du CEPEC et des personnalités comme Wladimir d’Ormesson, Pierre Lyautey ou Jean Borotra.

## Distinctions et honneurs

### Décorations nationales
- Médaille militaire (1930)

(Nota : la médaille militaire se porte en avant la LH pour les officiers généraux ayant commandé au front, attention selon la Grande Chancellerie aucun texte officiel n'existe et il s'agit d'une simple habitude)
- Grand-croix de la Légion d'honneur (1924)
- Croix de guerre 1914-1918
- Croix de guerre des Théâtres d'opérations extérieurs

### Décorations étrangères

#### Belgique
- Commandeur de l'ordre de la Couronne
- Croix de guerre

#### États-Unis
- Army Distinguished Service Medal

#### Lettonie
- Deuxième classe de l'ordre de Lāčplēsis

#### Pologne
- Commandeur de l'ordre militaire de Virtuti Militari Croix d'argent[181]
- Croix de la Valeur[182]

#### Protectorat français au Maroc(décoration coloniale)
- Grand cordon de l'ordre du Ouissam alaouite.

#### Royaume-Uni
- Ordre du Bain (Compagnon)
- Ordre de Saint-Michel et Saint-Georges (Chevalier-commandeur)

## Publications
- Le Maréchal Foch, Firmin-Didot, 1929 (brochure de 49 p.).
- Turenne (Henri de la Tour d'Auvergne, vicomte de), Paris, Flammarion, coll. Les grands cœurs, 1929, 288 p. (Consulter des extraits en ligne.
- Le 11 novembre, Paris, Flammarion, coll. Les belles fêtes, 1932.
- Histoire militaire de Mohammed Aly et de ses fils, 2 vol., Imprimerie Nationale, 1936.
- Comment élever nos fils ?, Paris, Flammarion, 1937, 46 p. (Consulter des extraits en ligne).
- La France est-elle défendue ?, Paris, Flammarion, 1937, 48 p. (Lire en ligne).
- Histoire de l'armée française, Flammarion, 1938 ; rééditée en 1953 et 1961.
- Foch, Flammarion, 1947.
- Le général Frère - Un chef, un héros, un martyr, Paris, Flammarion, 1949, 270 p. (Consulter des extraits en ligne).
- Mémoires, Flammarion, parus de 1950 à 1957 en 3 volumes :
  - Tome I : Idéal vécu. 1953.
  - Tome II : Mirages et réalités. 1957.
  - Tome III : Rappelé au service. 1950.
- Forces de la France, Boivin (collection Vocation de la France), 1951.
- ...Et que vive la France !, La Colombe, 1953.
- En lisant les mémoires du Général de Gaulle, Flammarion, 1955.
- L'Arc de Triomphe de l’Étoile, Flammarion, 1960.
- L'Armée à l'Académie, Wesmael-Charlier (collection Les Quarante par les Quarante), 1962.
- L'Oncle chinois, inachevé, 1962.
- Lettres inédites relatives aux testaments de Leurs Majestés le roi Louis XVI et la reine Marie-Antoinette, 1965.

### Biographies
- Bernard Destremau (préface de Jean Guitton), Weygand, Paris, Perrin, 1989 et plusieurs éditions ultérieures.
- Frédéric Guelton, « Le Général Weygand et l'Allemagne, 1930-1935 », Francia, Sigmaringen, Jan Thorbecke, nos 22/3,‎ 1995, p. 23-41 (lire en ligne).
- Dominique Paoli, Maxime ou le secret de Weygand, Bruxelles, Racine, 2003.
- Guy Raïssac, Un général dans la tourmente, Paris, Albin Michel, 1963.
- Max Schiavon, Weygand. L'intransigeant, Tallandier, 2018, 592 p. (ISBN 979-10-210-1450-3, lire en ligne).
- Jacques Weygand, Weygand, mon père, Paris, Flammarion, 1970.
- (en) Philip Charles Farwell Bankwitz, Maxime Weygand and Civil-Military Relations in Modern France, Harvard University press, coll. « Harvard Historical Studies » (no 81), 1967, XVI-445 p. (ISBN 978-0-674-55701-7, présentation en ligne).
- (en) Anthony Clayton, General Maxime Weygand, 1867-1965 : Fortune and Misfortune, Indiana University Press, 2015  (ISBN 978-0-253-01585-3).
- Weygand au Liban (1924). France Syrie et Liban 1918-1946, de Nadine Méouchy, chapitre 3  Le Mandat à l’épreuve des passions françaises: l'affaire Sarrail (1925) Presses de l’Ifpo, Institut français d'études arabes de Damas, année 2002, 436 pages. EAN (Édition imprimée) 9782901315773

### Weygand en Pologne
- Edgar Vincent d'Abernon, La dix-huitième bataille décisive du monde : Varsovie, 1920, Pression de Hyperion, 1977  (ISBN 0883554291).
- Piotr Wandycz, Le Général Weygand et la bataille de Varsovie, Journal d'Affaires de l'Europe centrale, 1960.
- Norman Davies, White Eagle, Red Star: The Polish-Soviet War, 1919-20 (Aigle Blanc, Étoile Rouge : la guerre polono-soviétique, 1919-20), Pimlico, 2003  (ISBN 0712606947).

### Weygand pendant la Seconde Guerre mondiale
- Henri Michel, Vichy, année 40, chapitre IX : « Weygand contre de Gaulle », Laffont, Paris, 1967.
- Jean-Pierre Azéma (dir.) et François Bédarida (dir.), Le régime de Vichy et les Français, Paris, Fayard, coll. « Pour une histoire du XXe siècle », 1992, 788 p. (ISBN 2-213-02683-1, présentation en ligne).
- Gerard Boulanger "A mort, la Gueuse, comment Petain liquida la République, a Bordeaux, 15,16 et 17 juin 1940, Paris, Calmann-levy, 2008, 378 p.  (ISBN 2-7021-3650-8)
- Jean-Pierre Richardot "100 000 morts oubliés. La Bataille de France 10 mai-25 Juin 1940". Editions Le Cherche-Midi. 480 p.  (ISBN 2749106443)
- Yves Maxime Danan (préf. C.-A. Colliard), La vie politique à Alger de 1940 à 1944, Paris, Librairie générale de droit et de jurisprudence, coll. « Bibliothèque de droit public » (no LIII), 1963, VI-348 p. (présentation en ligne), [présentation en ligne].
- William Langer, Le jeu américain à Vichy, Plon, Paris, 1948.
- William L. Shirer  La Chute de la III eme République. Une enquête sur la défaite de 1940. Editions Pluriel Histoire.  (ISBN 9782010162121)
- Jean-Louis Crémieux-Brilhac, Les Français de l'an 40, vol. 1 : La guerre, oui ou non ?, Paris, Gallimard, coll. « La Suite des temps », 1990, 740 p. (ISBN 2-07-071897-2, présentation en ligne).
- Général Albert Merglen, novembre 1942 : L'année de la Honte, L'Harmattan, Paris, 1993.
- Georges Hirtz, Weygand, Années 1940-1965, 2003.
- Robert Paxton (trad. de l'anglais par Pierre de Longuemar, postface Claude d'Abzac-Epezy), L'Armée de Vichy : le corps des officiers français, 1940-1944 [« Parades and Politics at Vichy : the French Officer Corps under Marshall Pétain »], Paris, Tallandier, 2004, 586 p. (ISBN 2-84734-139-0, présentation en ligne). Réédition : Robert Paxton (trad. de l'anglais par Pierre de Longuemar, postface Claude d'Abzac-Epezy), L'Armée de Vichy : le corps des officiers français, 1940-1944 [« Parades and Politics at Vichy : the French Officer Corps under Marshall Pétain »], Paris, Éditions du Seuil, coll. « Points Histoire » (no 352), 2005, 586 p. (ISBN 2-02-067988-4, présentation en ligne).